# Rencontres de la Ligue des champions de l'AFC 2021
Les rencontres de la Ligue des champions de l'AFC 2021 sont prévues pour être joué du 14 avril au 7 mai 2021. Un total de 40 équipes jouent en phase de groupe pour décider les 16 places en phase à élimination directe de la Ligue des champions de l'AFC 2021.

## Format

### Critères de départage
Selon l'article 10.5 du règlement de la compétition, en cas d’égalité de points de plusieurs équipes à l'issue des matches de groupe, les critères suivants sont appliqués dans l'ordre indiqué pour établir leur
classement :
1. plus grand nombre de points obtenus dans les matches de groupe disputés entre les équipes concernées ;
2. meilleure différence de buts dans les matches du groupe disputés entre les équipes concernées;
3. plus grand nombre de buts marqués dans les matches du groupe disputés entre les équipes concernées;
4. plus grand nombre de buts marqués à l’extérieur dans les matches du groupe disputés entre les équipes concernées;
5. si, après l’application des critères 1 à 4, plusieurs équipes sont toujours à égalité, les critères 1 à 4 sont à nouveau appliqués exclusivement aux matches entre les équipes concernées afin de déterminer leur classement final. Si cette procédure ne donne pas de résultat, les critères 6 à 12 s’appliquent;
6. meilleure différence de buts dans tous les matches du groupe;
7. plus grand nombre de buts marqués dans tous les matches du groupe;
8. tirs au but, si deux équipes seulement sont impliquées et qu'elles se sont rencontrés au dernier tour du groupe;
9. plus faible total de points disciplinaires sur la base uniquement des cartons jaunes et des cartons rouges reçus durant tous les matches du groupe, (expulsion pour deux cartons jaunes au cours d'un match = 3 points);
10. meilleur classement de la fédération à laquelle appartient l'équipe

## Calendrier
Le calendrier de chaque journée est comme suit.
| Journées   | Dates            | Dates                         |
| Journées   | Ouest            | Est                           |
| ---------- | ---------------- | ----------------------------- |
| Journées 1 | 14–15 avril 2021 | 22-24-25-26 juin 2021         |
| Journées 2 | 17–18 avril 2021 | 25-27-28-29 juin 2021         |
| Journées 3 | 20–21 avril 2021 | 28-30 juin-1er-2 juillet 2021 |
| Journées 4 | 23–24 avril 2021 | 1er-3-4-5 juillet 2021        |
| Journées 5 | 26–27 avril 2021 | 4-6-7-8 juillet 2021          |
| Journées 6 | 29–30 avril 2021 | 7-9-10-11 juillet 2021        |

### Groupes
Légende des classements
- Qualifié pour les huitièmes de finale
- Meilleures six équipes qualifiées pour les huitièmes de finale

Légende des résultats
- Victoire à domicile
- Match nul
- Victoire à l'extérieur

### Groupe A
| Rang | Équipe              | Pts | J | G | N | P | Bp | Bc | Diff |  | Résultats (▼ dom., ► ext.) |     |     |     |     |
| ---- | ------------------- | --- | - | - | - | - | -- | -- | ---- |  | -------------------------- | --- | --- | --- | --- |
| 1    | Istiqlol Douchanbé  | 10  | 6 | 3 | 1 | 2 | 10 | 8  | +2   |  | Istiqlol Douchanbé         |     | 4-1 | 0-0 | 1-2 |
| 2    | Al-Hilal FC         | 10  | 6 | 3 | 1 | 2 | 11 | 7  | +4   |  | Al-Hilal FC                | 3-1 |     | 0-2 | 2-2 |
| 3    | Shabab Al-Ahli Club | 7   | 6 | 2 | 1 | 3 | 6  | 6  | 0    |  | Shabab Al-Ahli Club        | 0-1 | 0-2 |     | 3-1 |
| 4    | FK AGMK             | 7   | 6 | 2 | 1 | 3 | 9  | 13 | -4   |  | FK AGMK                    | 2-3 | 0-3 | 2-1 |     |

| 1er journée               | Al-Hilal FC                      | 2 - 2   | FK AGMK                        | Stade du Prince Faisal bin Fahd, Riyad             |                                                    |
| 15 avril 2021 22h00 UTC+3 | Rakhmanov 27e (csc) · Vietto 36e | (2 - 1) | 11e Polvonov · 70e Shaakhmedov | Spectateurs : 0 (huis clos) Arbitrage : Ryūji Satō | Spectateurs : 0 (huis clos) Arbitrage : Ryūji Satō |
| 15 avril 2021 22h00 UTC+3 |                                  | Rapport | 90+4e Shaakhmedov              | Spectateurs : 0 (huis clos) Arbitrage : Ryūji Satō | Spectateurs : 0 (huis clos) Arbitrage : Ryūji Satō |

| 1er journée               | Istiqlol Douchanbé         | 0 - 0   | Shabab Al-Ahli Club | Stade international du Roi-Fahd, Riyad                         |                                                                |
| 15 avril 2021 22h00 UTC+3 |                            | (0 - 0) |                     | Spectateurs : 0 (huis clos) Arbitrage : Hettikamkanamge Perera | Spectateurs : 0 (huis clos) Arbitrage : Hettikamkanamge Perera |
| 15 avril 2021 22h00 UTC+3 | Rahimov 83e · Soirov 90+1e | Rapport | 69e Jesus           | Spectateurs : 0 (huis clos) Arbitrage : Hettikamkanamge Perera | Spectateurs : 0 (huis clos) Arbitrage : Hettikamkanamge Perera |

| 2e journée                | Shabab Al-Ahli Club                                       | 0 - 2   | Al-Hilal FC                 | Stade du Prince Faisal bin Fahd, Riyad                       |                                                              |
| 18 avril 2021 22h00 UTC+3 |                                                           | (0 - 2) | 14e Gomis · 28e Carrillo    | Spectateurs : 0 (huis clos) Arbitrage : Mohanad Qasim Sarray | Spectateurs : 0 (huis clos) Arbitrage : Mohanad Qasim Sarray |
| 18 avril 2021 22h00 UTC+3 | Nasser 29e · Al Ghassani 35e · Sanqour 54e · Hassan 90+4e | Rapport | 57e Bahebri · 80e Al-Mayouf | Spectateurs : 0 (huis clos) Arbitrage : Mohanad Qasim Sarray | Spectateurs : 0 (huis clos) Arbitrage : Mohanad Qasim Sarray |

| 2e journée                | FK AGMK          | 2 - 3   | Istiqlol Douchanbé                            | Stade international du Roi-Fahd, Riyad                           |                                                                  |
| 18 avril 2021 22h00 UTC+3 | Polvonov 57e 90e | (0 - 0) | 46e (csc) Đokić · 55e Dzhalilov · 80e Rahimov | Spectateurs : 0 (huis clos) Arbitrage : Mohd Amirul Izwan Yaacob | Spectateurs : 0 (huis clos) Arbitrage : Mohd Amirul Izwan Yaacob |
| 18 avril 2021 22h00 UTC+3 | Rapport          |         |                                               | Spectateurs : 0 (huis clos) Arbitrage : Mohd Amirul Izwan Yaacob | Spectateurs : 0 (huis clos) Arbitrage : Mohd Amirul Izwan Yaacob |

| 3e journée                | Al-Hilal FC                      | 3 - 1   | Istiqlol Douchanbé | Stade du Prince Faisal bin Fahd, Riyad                    |                                                           |
| 21 avril 2021 22h00 UTC+3 | Al-Bulaihi 39e · Bahebri 52e 64e | (1 - 1) | 41e Hanonov        | Spectateurs : 0 (huis clos) Arbitrage : Masoud Tufayelieh | Spectateurs : 0 (huis clos) Arbitrage : Masoud Tufayelieh |
| 21 avril 2021 22h00 UTC+3 |                                  | Rapport | 4e Davronov        | Spectateurs : 0 (huis clos) Arbitrage : Masoud Tufayelieh | Spectateurs : 0 (huis clos) Arbitrage : Masoud Tufayelieh |

| 3e journée                | FK AGMK                                                   | 2 - 1   | Shabab Al-Ahli Club | Stade international du Roi-Fahd, Riyad                |                                                       |
| 21 avril 2021 22h00 UTC+3 | Đokić 87e · Komilov 90+1e                                 | (0 - 1) | 28e Al-Attas        | Spectateurs : 0 (huis clos) Arbitrage : Ali Abdulnabi | Spectateurs : 0 (huis clos) Arbitrage : Ali Abdulnabi |
| 21 avril 2021 22h00 UTC+3 | Đokić 27e · Rakhmanov 55e · Komilov 58e · Yuldashev 90+4e | Rapport |                     | Spectateurs : 0 (huis clos) Arbitrage : Ali Abdulnabi | Spectateurs : 0 (huis clos) Arbitrage : Ali Abdulnabi |

| 4e journée                | Istiqlol Douchanbé                  | 4 - 1   | Al-Hilal FC | Stade du Prince Faisal bin Fahd, Riyad                        |                                                               |
| 24 avril 2021 22h00 UTC+3 | Dzhalilov 39e 44e · Safarov 49e 53e | (2 - 1) | 24e Gomis   | Spectateurs : 0 (huis clos) Arbitrage : Omar Mubarak Mazaroua | Spectateurs : 0 (huis clos) Arbitrage : Omar Mubarak Mazaroua |
| 24 avril 2021 22h00 UTC+3 | Dzhuraboev 90e                      | Rapport |             | Spectateurs : 0 (huis clos) Arbitrage : Omar Mubarak Mazaroua | Spectateurs : 0 (huis clos) Arbitrage : Omar Mubarak Mazaroua |

| 4e journée                | Shabab Al-Ahli Club                       | 3 - 1   | FK AGMK                      | Stade international du Roi-Fahd, Riyad            |                                                   |
| 24 avril 2021 22h00 UTC+3 | Abdullah 3e · Eduardo 11e · Al Hashmi 30e | (3 - 1) | 14e Gadoev                   | Spectateurs : 0 (huis clos) Arbitrage : Ali Sabah | Spectateurs : 0 (huis clos) Arbitrage : Ali Sabah |
| 24 avril 2021 22h00 UTC+3 | Nasser 15e · Abdullah 43e · Abbas 90e     | Rapport | 28e Rakhmanov · 41e Tursunov | Spectateurs : 0 (huis clos) Arbitrage : Ali Sabah | Spectateurs : 0 (huis clos) Arbitrage : Ali Sabah |

| 5e journée                | FK AGMK    | 0 - 3   | Al-Hilal FC                              | Stade du Prince Faisal bin Fahd, Riyad                         |                                                                |
| 27 avril 2021 22h00 UTC+3 |            | (0 - 1) | 39e Vietto · 47e Gomis · 58e Al-Shahrani | Spectateurs : 0 (huis clos) Arbitrage : Hettikamkanamge Perera | Spectateurs : 0 (huis clos) Arbitrage : Hettikamkanamge Perera |
| 27 avril 2021 22h00 UTC+3 | Kasyan 43e | Rapport | 56e Kanno                                | Spectateurs : 0 (huis clos) Arbitrage : Hettikamkanamge Perera | Spectateurs : 0 (huis clos) Arbitrage : Hettikamkanamge Perera |

| 5e journée                | Shabab Al-Ahli Club        | 0 - 1   | Istiqlol Douchanbé                                         | Stade international du Roi-Fahd, Riyad                           |                                                                  |
| 27 avril 2021 22h00 UTC+3 |                            | (0 - 0) | 90+6e Dzhalilov                                            | Spectateurs : 0 (huis clos) Arbitrage : Mohd Amirul Izwan Yaacob | Spectateurs : 0 (huis clos) Arbitrage : Mohd Amirul Izwan Yaacob |
| 27 avril 2021 22h00 UTC+3 | Abdullah 38e · Marzooq 80e | Rapport | 13e Dzhalilov · 51e Mischenko · 71e Davronov · 88e Nazarov | Spectateurs : 0 (huis clos) Arbitrage : Mohd Amirul Izwan Yaacob | Spectateurs : 0 (huis clos) Arbitrage : Mohd Amirul Izwan Yaacob |

| 6e journée                | Al-Hilal FC | 0 - 2   | Shabab Al-Ahli Club                                               | Stade du Prince Faisal bin Fahd, Riyad                |                                                       |
| 30 avril 2021 22h00 UTC+3 |             | (0 - 0) | 54e (pen.) 90e Jesus                                              | Spectateurs : 0 (huis clos) Arbitrage : Ali Abdulnabi | Spectateurs : 0 (huis clos) Arbitrage : Ali Abdulnabi |
| 30 avril 2021 22h00 UTC+3 | Kanno 52e   | Rapport | 59e Al-Naqbi · 62e Khamis · 81e Jumaa · 88e Eduardo · 90+6e Hamza | Spectateurs : 0 (huis clos) Arbitrage : Ali Abdulnabi | Spectateurs : 0 (huis clos) Arbitrage : Ali Abdulnabi |

| 6e journée                | Istiqlol Douchanbé             | 1 - 2   | FK AGMK                        | Stade international du Roi-Fahd, Riyad                       |                                                              |
| 30 avril 2021 22h00 UTC+3 | Soirov 87e (pen.)              | (0 - 0) | 67e Polvonov · 79e Đokić       | Spectateurs : 0 (huis clos) Arbitrage : Mohanad Qasim Sarray | Spectateurs : 0 (huis clos) Arbitrage : Mohanad Qasim Sarray |
| 30 avril 2021 22h00 UTC+3 | Sulaymanov 29e · Mischenko 74e | Rapport | 54e Rakhmanov · 90+1e Ergashev | Spectateurs : 0 (huis clos) Arbitrage : Mohanad Qasim Sarray | Spectateurs : 0 (huis clos) Arbitrage : Mohanad Qasim Sarray |

### Groupe B
| Rang | Équipe             | Pts | J | G | N | P | Bp | Bc | Diff |  | Résultats (▼ dom., ► ext.) |     |     |     |     |
| ---- | ------------------ | --- | - | - | - | - | -- | -- | ---- |  | -------------------------- | --- | --- | --- | --- |
| 1    | Sharjah FC         | 11  | 6 | 3 | 2 | 1 | 9  | 6  | +3   |  | Sharjah FC                 |     | 0-2 | 4-1 | 1-0 |
| 2    | Tractor Club       | 10  | 6 | 2 | 4 | 0 | 6  | 3  | +3   |  | Tractor Club               | 0-0 |     | 0-0 | 1-0 |
| 3    | Pakhtakor Tachkent | 7   | 6 | 1 | 4 | 1 | 6  | 8  | -2   |  | Pakhtakor Tachkent         | 1-1 | 3-3 |     | 1-0 |
| 4    | Al-Qowa Al-Jawiya  | 2   | 6 | 0 | 2 | 4 | 2  | 6  | -4   |  | Al-Qowa Al-Jawiya          | 2-3 | 0-0 | 0-0 |     |

| 1er journée               | Pakhtakor Tachkent                        | 3 - 3   | Tractor Club                                                    | Stade de Sharjah, Charjah                           |                                                     |
| 14 avril 2021 19h00 UTC+4 | Ćeran 69e · Mukhiddinov 75e · Erkinov 82e | (0 - 0) | 53e (pen.) Dejagah · 56e 85e (pen.) Abbaszadeh                  | Spectateurs : 0 (huis clos) Arbitrage : Jumpei Iida | Spectateurs : 0 (huis clos) Arbitrage : Jumpei Iida |
| 14 avril 2021 19h00 UTC+4 | Ismailov 52e · Krimets 84e                | Rapport | 23e Reza Khanzadeh · 78e Dejagah · 82e Teymouri · 90+4e Ghaderi | Spectateurs : 0 (huis clos) Arbitrage : Jumpei Iida | Spectateurs : 0 (huis clos) Arbitrage : Jumpei Iida |

| 1er journée               | Sharjah FC                    | 1 - 0   | Al-Qowa Al-Jawiya | Stade de Sharjah, Charjah                               |                                                         |
| 14 avril 2021 22h00 UTC+4 | Ba Wazir 62e                  | (0 - 0) |                   | Spectateurs : 0 (huis clos) Arbitrage : Nawaf Shukralla | Spectateurs : 0 (huis clos) Arbitrage : Nawaf Shukralla |
| 14 avril 2021 22h00 UTC+4 | Abdulbasit 39e · Ebraheim 83e | Rapport | 76e, 89e Tariq    | Spectateurs : 0 (huis clos) Arbitrage : Nawaf Shukralla | Spectateurs : 0 (huis clos) Arbitrage : Nawaf Shukralla |

| 2e journée                | Al-Qowa Al-Jawiya | 0 - 0   | Pakhtakor Tachkent          | Stade de Sharjah, Charjah                                 |                                                           |
| 17 avril 2021 19h00 UTC+4 |                   | (0 - 0) |                             | Spectateurs : 0 (huis clos) Arbitrage : Hussein Abo Yehia | Spectateurs : 0 (huis clos) Arbitrage : Hussein Abo Yehia |
| 17 avril 2021 19h00 UTC+4 | Jabbar 82e        | Rapport | 40e Rashidov · 45e Ismoilov | Spectateurs : 0 (huis clos) Arbitrage : Hussein Abo Yehia | Spectateurs : 0 (huis clos) Arbitrage : Hussein Abo Yehia |

| 2e journée                | Tractor Club | 0 - 0   | Sharjah FC | Stade de Sharjah, Charjah                       |                                                 |
| 17 avril 2021 22h00 UTC+4 | Ba Wazir 62e | (0 - 0) |            | Spectateurs : 0 (huis clos) Arbitrage : Ma Ning | Spectateurs : 0 (huis clos) Arbitrage : Ma Ning |
| 17 avril 2021 22h00 UTC+4 | Nariman 28e  | Rapport |            | Spectateurs : 0 (huis clos) Arbitrage : Ma Ning | Spectateurs : 0 (huis clos) Arbitrage : Ma Ning |

| 3e journée                | Al-Qowa Al-Jawiya      | 0 - 0   | Tractor Club | Stade de Sharjah, Charjah                            |                                                      |
| 20 avril 2021 19h00 UTC+4 |                        | (0 - 0) |              | Spectateurs : 0 (huis clos) Arbitrage : Ahmed Al-Kaf | Spectateurs : 0 (huis clos) Arbitrage : Ahmed Al-Kaf |
| 20 avril 2021 19h00 UTC+4 | Bayesh 34e · Adnan 78e | Rapport | 63e Teymouri | Spectateurs : 0 (huis clos) Arbitrage : Ahmed Al-Kaf | Spectateurs : 0 (huis clos) Arbitrage : Ahmed Al-Kaf |

| 3e journée                | Sharjah FC                                          | 4 - 1   | Pakhtakor Tachkent | Stade de Sharjah, Charjah                           |                                                     |
| 20 avril 2021 22h00 UTC+4 | Ba Wazir 10e · Saleh 26e · Caio 58e · Luanzinho 62e | (2 - 1) | 21e Ćeran          | Spectateurs : 0 (huis clos) Arbitrage : Jumpei Iida | Spectateurs : 0 (huis clos) Arbitrage : Jumpei Iida |
| 20 avril 2021 22h00 UTC+4 | Shukurov 33e                                        | Rapport | 67e Krimets        | Spectateurs : 0 (huis clos) Arbitrage : Jumpei Iida | Spectateurs : 0 (huis clos) Arbitrage : Jumpei Iida |

| 4e journée                | Tractor Club                   | 1 - 0   | Al-Qowa Al-Jawiya                  | Stade de Sharjah, Charjah                           |                                                     |
| 23 avril 2021 19h00 UTC+4 | Tikdari 2e                     | (1 - 0) |                                    | Spectateurs : 0 (huis clos) Arbitrage : Jumpei Iida | Spectateurs : 0 (huis clos) Arbitrage : Jumpei Iida |
| 23 avril 2021 19h00 UTC+4 | Moslemipour 24e · Babaei 90+3e | Rapport | 38e Jabbar · 42e El Ani · 86e Raed | Spectateurs : 0 (huis clos) Arbitrage : Jumpei Iida | Spectateurs : 0 (huis clos) Arbitrage : Jumpei Iida |

| 4e journée                | Pakhtakor Tachkent                                | 1 - 1   | Sharjah FC      | Stade de Sharjah, Charjah                       |                                                 |
| 23 avril 2021 22h00 UTC+4 | Derdiyok 59e                                      | (0 - 0) | 87e Khalfan     | Spectateurs : 0 (huis clos) Arbitrage : Fu Ming | Spectateurs : 0 (huis clos) Arbitrage : Fu Ming |
| 23 avril 2021 22h00 UTC+4 | Mukhiddinov 10e · Sabirkhodjaev 68e · Sayfiev 80e | Rapport | 64e Al-Dhanhani | Spectateurs : 0 (huis clos) Arbitrage : Fu Ming | Spectateurs : 0 (huis clos) Arbitrage : Fu Ming |

| 5e journée                | Tractor Club | 0 - 0   | Pakhtakor Tachkent | Stade de Sharjah, Charjah                                 |                                                           |
| 26 avril 2021 19h00 UTC+4 |              | (0 - 0) |                    | Spectateurs : 0 (huis clos) Arbitrage : Hussein Abo Yehia | Spectateurs : 0 (huis clos) Arbitrage : Hussein Abo Yehia |
| 26 avril 2021 19h00 UTC+4 | Dejagah 18e  | Rapport |                    | Spectateurs : 0 (huis clos) Arbitrage : Hussein Abo Yehia | Spectateurs : 0 (huis clos) Arbitrage : Hussein Abo Yehia |

| 5e journée                | Al-Qowa Al-Jawiya                                               | 2 - 3   | Sharjah FC                   | Stade de Sharjah, Charjah                            |                                                      |
| 26 avril 2021 22h00 UTC+4 | Collazos 15e 52e                                                | (1 - 2) | 25e Ba Wazir · 35e 60e Saleh | Spectateurs : 0 (huis clos) Arbitrage : Ahmed Al-Kaf | Spectateurs : 0 (huis clos) Arbitrage : Ahmed Al-Kaf |
| 26 avril 2021 22h00 UTC+4 | Collazos 31e · Raed 40e · Ibrahim 74e · Bayesh 75e · Jabbar 79e | Rapport | 40e Lucas · 90+2e Al-Hosani  | Spectateurs : 0 (huis clos) Arbitrage : Ahmed Al-Kaf | Spectateurs : 0 (huis clos) Arbitrage : Ahmed Al-Kaf |

| 6e journée                | Pakhtakor Tachkent                       | 1 - 0   | Al-Qowa Al-Jawiya                                        | Stade de Sharjah, Charjah                               |                                                         |
| 29 avril 2021 19h00 UTC+4 | Kholdorkhonov 79e                        | (0 - 0) |                                                          | Spectateurs : 0 (huis clos) Arbitrage : Nawaf Shukralla | Spectateurs : 0 (huis clos) Arbitrage : Nawaf Shukralla |
| 29 avril 2021 19h00 UTC+4 | Ismoilov 43e · Iminov 80e · Kuvvatov 87e | Rapport | 56e Kadhim · 78e Samer Saeed · 89e Jabbar · 90+1e Suwaed | Spectateurs : 0 (huis clos) Arbitrage : Nawaf Shukralla | Spectateurs : 0 (huis clos) Arbitrage : Nawaf Shukralla |

| 6e journée                | Sharjah FC    | 0 - 2   | Tractor Club      | Stade de Sharjah, Charjah                           |                                                     |
| 29 avril 2021 22h00 UTC+4 |               | (0 - 1) | 7e 66e Abbaszadeh | Spectateurs : 0 (huis clos) Arbitrage : Jumpei Iida | Spectateurs : 0 (huis clos) Arbitrage : Jumpei Iida |
| 29 avril 2021 22h00 UTC+4 | Luanzinho 43e | Rapport | 32e Babaei        | Spectateurs : 0 (huis clos) Arbitrage : Jumpei Iida | Spectateurs : 0 (huis clos) Arbitrage : Jumpei Iida |

### Groupe C
| Rang | Équipe            | Pts | J | G | N | P | Bp | Bc | Diff |  | Résultats (▼ dom., ► ext.) |     |     |     |     |
| ---- | ----------------- | --- | - | - | - | - | -- | -- | ---- |  | -------------------------- | --- | --- | --- | --- |
| 1    | Esteghlal Téhéran | 11  | 6 | 3 | 2 | 1 | 14 | 8  | +6   |  | Esteghlal Téhéran          |     | 2-2 | 5-2 | 1-0 |
| 2    | Al Duhail SC      | 9   | 6 | 2 | 3 | 1 | 11 | 9  | +2   |  | Al Duhail SC               | 4-3 |     | 1-1 | 2-0 |
| 3    | Al-Ahli SC        | 9   | 6 | 2 | 3 | 1 | 9  | 8  | +1   |  | Al-Ahli SC                 | 0-0 | 1-1 |     | 2-1 |
| 4    | Al Shorta SC      | 3   | 6 | 1 | 0 | 5 | 3  | 12 | -9   |  | Al Shorta SC               | 0-3 | 2-1 | 0-3 |     |

| 1er journée               | Al Duhail SC                  | 2 - 0   | Al Shorta SC | Stade Roi-Abdallah, Djeddah                           |                                                       |
| 15 avril 2021 20h45 UTC+3 | Kadhim 36e (csc) · Junior 53e | (1 - 0) |              | Spectateurs : 0 (huis clos) Arbitrage : Muhammad Taqi | Spectateurs : 0 (huis clos) Arbitrage : Muhammad Taqi |
| 15 avril 2021 20h45 UTC+3 | Rapport                       |         |              | Spectateurs : 0 (huis clos) Arbitrage : Muhammad Taqi | Spectateurs : 0 (huis clos) Arbitrage : Muhammad Taqi |

| 1er journée               | Esteghlal Téhéran                                               | 5 - 2   | Al-Ahli SC                    | Stade Roi-Abdallah, Djeddah                          |                                                      |
| 15 avril 2021 23h15 UTC+3 | Esmaeili 5e · Naderi 54e · Ghayedi 67e 86e · Diabaté 89e (pen.) | (1 - 1) | 27e (pen.) 79e Al Somah       | Spectateurs : 0 (huis clos) Arbitrage : Ahmed Al-Ali | Spectateurs : 0 (huis clos) Arbitrage : Ahmed Al-Ali |
| 15 avril 2021 23h15 UTC+3 |                                                                 | Rapport | 37e Al Somah · 68e Al-Moasher | Spectateurs : 0 (huis clos) Arbitrage : Ahmed Al-Ali | Spectateurs : 0 (huis clos) Arbitrage : Ahmed Al-Ali |

| 2e journée                | Al-Ahli SC     | 1 - 1   | Al Duhail SC | Stade Roi-Abdallah, Djeddah                              |                                                          |
| 18 avril 2021 20h45 UTC+3 | Al Somah 90+1e | (0 - 0) | 53e Olunga   | Spectateurs : 0 (huis clos) Arbitrage : Sivakorn Pu-udom | Spectateurs : 0 (huis clos) Arbitrage : Sivakorn Pu-udom |
| 18 avril 2021 20h45 UTC+3 | Rapport        |         |              | Spectateurs : 0 (huis clos) Arbitrage : Sivakorn Pu-udom | Spectateurs : 0 (huis clos) Arbitrage : Sivakorn Pu-udom |

| 2e journée                | Al Shorta SC                      | 0 - 3   | Esteghlal Téhéran                       | Stade Roi-Abdallah, Djeddah                           |                                                       |
| 18 avril 2021 23h15 UTC+3 |                                   | (0 - 1) | 44e Naderi · 55e Esmaeili · 65e Diabaté | Spectateurs : 0 (huis clos) Arbitrage : Robesh Gamini | Spectateurs : 0 (huis clos) Arbitrage : Robesh Gamini |
| 18 avril 2021 23h15 UTC+3 | Kadhim 11e · Ali 85e · Amer 90+3e | Rapport | 26e Moradmand · 61e Khaghani            | Spectateurs : 0 (huis clos) Arbitrage : Robesh Gamini | Spectateurs : 0 (huis clos) Arbitrage : Robesh Gamini |

| 3e journée                | Al Duhail SC                       | 4 - 3   | Esteghlal Téhéran                        | King Abdullah Sports City, Djeddah                  |                                                     |
| 21 avril 2021 20h00 UTC+3 | Olunga 10e 27e (85) · Al-Ahrak 43e | (3 - 2) | 4e Motahari · 34e Diabaté · 74e Esmaeili | Spectateurs : 0 (huis clo) Arbitrage : Ahmed Al-Ali | Spectateurs : 0 (huis clo) Arbitrage : Ahmed Al-Ali |
| 21 avril 2021 20h00 UTC+3 | Ali 59e                            | Rapport | 66e Diabaté                              | Spectateurs : 0 (huis clo) Arbitrage : Ahmed Al-Ali | Spectateurs : 0 (huis clo) Arbitrage : Ahmed Al-Ali |

| 3e journée                | Al Shorta SC | 0 - 3   | Al-Ahli SC                                | King Abdullah Sports City, Djeddah                    |                                                       |
| 21 avril 2021 22h30 UTC+3 |              | (0 - 2) | 22e Tarmin · 37e Fettouhi · 90+4e Ghareeb | Spectateurs : 0 (huis clos) Arbitrage : Muhammad Taqi | Spectateurs : 0 (huis clos) Arbitrage : Muhammad Taqi |
| 21 avril 2021 22h30 UTC+3 | Attwan 52e   | Rapport |                                           | Spectateurs : 0 (huis clos) Arbitrage : Muhammad Taqi | Spectateurs : 0 (huis clos) Arbitrage : Muhammad Taqi |

| 4e journée                | Al-Ahli SC                   | 2 - 1   | Al Shorta SC | King Abdullah Sports City, Djeddah                       |                                                          |
| 24 avril 2021 20h00 UTC+3 | Al Somah 5e · Ghareeb 79e    | (1 - 1) | 26e Youssef  | Spectateurs : 0 (huis clos) Arbitrage : Sivakorn Pu-udom | Spectateurs : 0 (huis clos) Arbitrage : Sivakorn Pu-udom |
| 24 avril 2021 20h00 UTC+3 | Ghareeb 65e · Al-Hindi 90+4e | Rapport |              | Spectateurs : 0 (huis clos) Arbitrage : Sivakorn Pu-udom | Spectateurs : 0 (huis clos) Arbitrage : Sivakorn Pu-udom |

| 4e journée                | Esteghlal Téhéran                | 2 - 2   | Al Duhail SC               | King Abdullah Sports City, Djeddah                    |                                                       |
| 24 avril 2021 22h30 UTC+3 | Diabaté 27e (pen.) · Ghayedi 61e | (1 - 0) | 48e (pen.) 58e Olunga      | Spectateurs : 0 (huis clos) Arbitrage : Muhammad Taqi | Spectateurs : 0 (huis clos) Arbitrage : Muhammad Taqi |
| 24 avril 2021 22h30 UTC+3 | Ghayedi 57e · Shojaeian 65e      | Rapport | 74e Al-Ahrak · 79e Al-Rawi | Spectateurs : 0 (huis clos) Arbitrage : Muhammad Taqi | Spectateurs : 0 (huis clos) Arbitrage : Muhammad Taqi |

| 5e journée                | Al Shorta SC           | 2 - 1   | Al Duhail SC                                     | King Abdullah Sports City, Djeddah                            |                                                               |
| 27 avril 2021 20h00 UTC+3 | Attwan 3e · Dawood 85e | (1 - 0) | 57e Olunga                                       | Spectateurs : 0 (huis clos) Arbitrage : Omar Mubarak Mazaroua | Spectateurs : 0 (huis clos) Arbitrage : Omar Mubarak Mazaroua |
| 27 avril 2021 20h00 UTC+3 | Qasim 76e              | Rapport | 67e Al-Ahrak · 77e, 90+6e Benatia · 84e Al-Breki | Spectateurs : 0 (huis clos) Arbitrage : Omar Mubarak Mazaroua | Spectateurs : 0 (huis clos) Arbitrage : Omar Mubarak Mazaroua |

| 5e journée                | Al-Ahli SC | 0 - 0   | Esteghlal Téhéran | King Abdullah Sports City, Djeddah                 |                                                    |
| 27 avril 2021 22h30 UTC+3 |            | (0 - 0) |                   | Spectateurs : 0 (huis clos) Arbitrage : Ryūji Satō | Spectateurs : 0 (huis clos) Arbitrage : Ryūji Satō |
| 27 avril 2021 22h30 UTC+3 | Rapport    |         |                   | Spectateurs : 0 (huis clos) Arbitrage : Ryūji Satō | Spectateurs : 0 (huis clos) Arbitrage : Ryūji Satō |

| 6e journée                | Esteghlal Téhéran  | 1 - 0   | Al Shorta SC                                               | King Abdullah Sports City, Djeddah                       |                                                          |
| 30 avril 2021 20h00 UTC+3 | Diabaté 14e (pen.) | (1 - 0) |                                                            | Spectateurs : 0 (huis clos) Arbitrage : Sivakorn Pu-udom | Spectateurs : 0 (huis clos) Arbitrage : Sivakorn Pu-udom |
| 30 avril 2021 20h00 UTC+3 |                    | Rapport | 19e Ali · 21e Dawood · 22e Fayyadh · 85e Qasim · 88e Natiq | Spectateurs : 0 (huis clos) Arbitrage : Sivakorn Pu-udom | Spectateurs : 0 (huis clos) Arbitrage : Sivakorn Pu-udom |

| 6e journée                | Al Duhail SC             | 1 - 1   | Al-Ahli SC                                                                      | King Abdullah Sports City, Djeddah                             |                                                                |
| 30 avril 2021 22h30 UTC+3 | Olunga 61e               | (0 - 0) | 73e Asiri                                                                       | Spectateurs : 0 (huis clos) Arbitrage : Hettikamkanamge Perera | Spectateurs : 0 (huis clos) Arbitrage : Hettikamkanamge Perera |
| 30 avril 2021 22h30 UTC+3 | Boudiaf 14e · Olunga 87e | Rapport | 64e Hawsawi · 69e Tarmin · 75e Housain Al-Mogahwi · 77e Al-Mousa · 87e Al-Fatil | Spectateurs : 0 (huis clos) Arbitrage : Hettikamkanamge Perera | Spectateurs : 0 (huis clos) Arbitrage : Hettikamkanamge Perera |

### Groupe D
| Rang | Équipe          | Pts | J | G | N | P | Bp | Bc | Diff |  | Résultats (▼ dom., ► ext.) |     |     |     |     |
| ---- | --------------- | --- | - | - | - | - | -- | -- | ---- |  | -------------------------- | --- | --- | --- | --- |
| 1    | Al-Nassr Riyad  | 11  | 6 | 3 | 2 | 1 | 9  | 5  | +4   |  | Al-Nassr Riyad             |     | 3-1 | 1-2 | 2-0 |
| 2    | Al-Sadd SC      | 10  | 6 | 3 | 1 | 2 | 9  | 7  | +2   |  | Al-Sadd SC                 | 1-2 |     | 3-1 | 1-1 |
| 3    | Al-Weehdat Club | 7   | 6 | 2 | 1 | 3 | 4  | 7  | -3   |  | Al-Weehdat Club            | 0-0 | 0-2 |     | 1-0 |
| 4    | Foolad Ahvaz    | 5   | 6 | 1 | 2 | 3 | 3  | 6  | -3   |  | Foolad Ahvaz               | 1-1 | 0-1 | 1-0 |     |

| 1er journée               | Al-Weehdat Club | 0 - 0   | Al-Nassr Riyad | Stade de l'Université du Roi Saoud, Riyad                     |                                                               |
| 14 avril 2021 21h00 UTC+3 |                 | (0 - 0) |                | Spectateurs : 0 (huis clos) Arbitrage : Omar Mubarak Mazaroua | Spectateurs : 0 (huis clos) Arbitrage : Omar Mubarak Mazaroua |
| 14 avril 2021 21h00 UTC+3 | Elias 87e       | Rapport |                | Spectateurs : 0 (huis clos) Arbitrage : Omar Mubarak Mazaroua | Spectateurs : 0 (huis clos) Arbitrage : Omar Mubarak Mazaroua |

| 1er journée               | Al-Sadd SC  | 1 - 1   | Foolad Ahvaz                | Stade international du Roi-Fahd, Riyad                    |                                                           |
| 14 avril 2021 21h00 UTC+3 | Khoukhi 89e | (0 - 0) | 61e Chimba                  | Spectateurs : 0 (huis clos) Arbitrage : Masoud Tufayelieh | Spectateurs : 0 (huis clos) Arbitrage : Masoud Tufayelieh |
| 14 avril 2021 21h00 UTC+3 |             | Rapport | 40e Ansari · 55e Ahmadzadeh | Spectateurs : 0 (huis clos) Arbitrage : Masoud Tufayelieh | Spectateurs : 0 (huis clos) Arbitrage : Masoud Tufayelieh |

| 2e journée                | Al-Nassr Riyad                                              | 3 - 1   | Al-Sadd SC                | Stade de l'Université du Roi Saoud, Riyad         |                                                   |
| 17 avril 2021 21h00 UTC+3 | Hamed-Allah 37e (pen.) · Al-Sulayhem 79e · Al-Ghannam 90+4e | (1 - 0) | 59e Cazorla               | Spectateurs : 0 (huis clos) Arbitrage : Ali Sabah | Spectateurs : 0 (huis clos) Arbitrage : Ali Sabah |
| 17 avril 2021 21h00 UTC+3 | Lajami 23e · Amrabat 57e                                    | Rapport | 31e Ró-Ró · 63e Abdurisag | Spectateurs : 0 (huis clos) Arbitrage : Ali Sabah | Spectateurs : 0 (huis clos) Arbitrage : Ali Sabah |

| 2e journée                | Foolad Ahvaz       | 1 - 0   | Al-Weehdat Club | Stade international du Roi-Fahd, Riyad             |                                                    |
| 17 avril 2021 21h00 UTC+3 | Khoukhi 44e (pen.) | (1 - 0) |                 | Spectateurs : 0 (huis clos) Arbitrage : Ali Shaban | Spectateurs : 0 (huis clos) Arbitrage : Ali Shaban |
| 17 avril 2021 21h00 UTC+3 |                    | Rapport | 28e Al-Jawabreh | Spectateurs : 0 (huis clos) Arbitrage : Ali Shaban | Spectateurs : 0 (huis clos) Arbitrage : Ali Shaban |

| 3e journée                | Foolad Ahvaz      | 1 - 1   | Al-Nassr Riyad                             | Stade de l'Université du Roi Saoud, Riyad          |                                                    |
| 20 avril 2021 21h00 UTC+3 | Al-Amri 52e (csc) | (0 - 0) | 69e Petros                                 | Spectateurs : 0 (huis clos) Arbitrage : Ryūji Satō | Spectateurs : 0 (huis clos) Arbitrage : Ryūji Satō |
| 20 avril 2021 21h00 UTC+3 | Kherad 87e        | Rapport | 32e Madou · 54e Al-Najei · 58e Hamed Allah | Spectateurs : 0 (huis clos) Arbitrage : Ryūji Satō | Spectateurs : 0 (huis clos) Arbitrage : Ryūji Satō |

| 3e journée                | Al-Sadd SC                                | 3 - 1   | Al-Weehdat Club         | Stade international du Roi-Fahd, Riyad                         |                                                                |
| 20 avril 2021 21h00 UTC+3 | Bounedjah 2e · Khoukhi 9e · Al Haidos 26e | (3 - 0) | 63e Samir               | Spectateurs : 0 (huis clos) Arbitrage : Hettikamkanamge Perera | Spectateurs : 0 (huis clos) Arbitrage : Hettikamkanamge Perera |
| 20 avril 2021 21h00 UTC+3 | Tarek Salman 80e                          | Rapport | 60e Essam · 67e Al-Arab | Spectateurs : 0 (huis clos) Arbitrage : Hettikamkanamge Perera | Spectateurs : 0 (huis clos) Arbitrage : Hettikamkanamge Perera |

| 4e journée                | Al-Nassr Riyad                       | 2 - 0   | Foolad Ahvaz             | Stade de l'Université du Roi Saoud, Riyad                    |                                                              |
| 23 avril 2021 21h00 UTC+3 | Asiri 54e · Hamed-Allah 85e          | (0 - 0) |                          | Spectateurs : 0 (huis clos) Arbitrage : Mohanad Qasim Sarray | Spectateurs : 0 (huis clos) Arbitrage : Mohanad Qasim Sarray |
| 23 avril 2021 21h00 UTC+3 | Petros 62e · Asiri 70e · Amrabat 87e | Rapport | 2e Abshak · 57e Ebrahimi | Spectateurs : 0 (huis clos) Arbitrage : Mohanad Qasim Sarray | Spectateurs : 0 (huis clos) Arbitrage : Mohanad Qasim Sarray |

| 4e journée                | Al-Weehdat Club  | 0 - 2   | Al-Sadd SC                         | Stade international du Roi-Fahd, Riyad                           |                                                                  |
| 23 avril 2021 21h00 UTC+3 |                  | (0 - 1) | 13e (pen.) Cazorla · 89e Assadalla | Spectateurs : 0 (huis clos) Arbitrage : Mohd Amirul Izwan Yaacob | Spectateurs : 0 (huis clos) Arbitrage : Mohd Amirul Izwan Yaacob |
| 23 avril 2021 21h00 UTC+3 | Al-Arab 13e, 75e | Rapport | 74e Al-Hajri                       | Spectateurs : 0 (huis clos) Arbitrage : Mohd Amirul Izwan Yaacob | Spectateurs : 0 (huis clos) Arbitrage : Mohd Amirul Izwan Yaacob |

| 5e journée                | Al-Nassr Riyad             | 1 - 2   | Al-Weehdat Club                                      | Stade de l'Université du Roi Saoud, Riyad             |                                                       |
| 26 avril 2021 21h00 UTC+3 | Hamed-Allah 90+5e (pen.)   | (0 - 1) | 44e Zreik · 72e Aziz Ndiaye                          | Spectateurs : 0 (huis clos) Arbitrage : Ali Abdulnabi | Spectateurs : 0 (huis clos) Arbitrage : Ali Abdulnabi |
| 26 avril 2021 21h00 UTC+3 | Al-Amri 53e · Al-Najei 60e | Rapport | 55e Essam · 65e Al-Fakhouri · 75e Khattab · 80e Awad | Spectateurs : 0 (huis clos) Arbitrage : Ali Abdulnabi | Spectateurs : 0 (huis clos) Arbitrage : Ali Abdulnabi |

| 5e journée                | Foolad Ahvaz | 0 - 1   | Al-Sadd SC                                            | Stade international du Roi-Fahd, Riyad             |                                                    |
| 26 avril 2021 21h00 UTC+3 |              | (0 - 0) | 64e Nam                                               | Spectateurs : 0 (huis clos) Arbitrage : Ali Shaban | Spectateurs : 0 (huis clos) Arbitrage : Ali Shaban |
| 26 avril 2021 21h00 UTC+3 | Chimba 18e   | Rapport | 18e Jadoua · 25e Miguel · 34e Cazorla · 90+3e Barsham | Spectateurs : 0 (huis clos) Arbitrage : Ali Shaban | Spectateurs : 0 (huis clos) Arbitrage : Ali Shaban |

| 6e journée                | Al-Sadd SC                                                                  | 1 - 2   | Al-Nassr Riyad                                                        | Stade de l'Université du Roi Saoud, Riyad                 |                                                           |
| 29 avril 2021 21h00 UTC+3 | Cazorla 83e (pen.)                                                          | (0 - 1) | 33e Hamdallah · 74e Al-Amri                                           | Spectateurs : 0 (huis clos) Arbitrage : Masoud Tufayelieh | Spectateurs : 0 (huis clos) Arbitrage : Masoud Tufayelieh |
| 29 avril 2021 21h00 UTC+3 | Guilherme 29e · Bounedjah 45+3e · Khoukhi 61e · Al-Hajri 78e · Hassan 90+7e | Rapport | 50e Madu · 73e Amrabat · 82e Lajami · 88e Al-Ghanam · 90+7e Hamdallah | Spectateurs : 0 (huis clos) Arbitrage : Masoud Tufayelieh | Spectateurs : 0 (huis clos) Arbitrage : Masoud Tufayelieh |

| 6e journée                | Al-Weehdat Club                             | 1 - 0   | Foolad Ahvaz             | Stade international du Roi-Fahd, Riyad            |                                                   |
| 29 avril 2021 21h00 UTC+3 | Saad 27e                                    | (1 - 0) |                          | Spectateurs : 0 (huis clos) Arbitrage : Ali Sabah | Spectateurs : 0 (huis clos) Arbitrage : Ali Sabah |
| 29 avril 2021 21h00 UTC+3 | Ayed 70e · Al-Jawabreh 90+6e · Haikal 90+6e | Rapport | 65e Mousavi · 73e Abshak | Spectateurs : 0 (huis clos) Arbitrage : Ali Sabah | Spectateurs : 0 (huis clos) Arbitrage : Ali Sabah |

### Groupe E
| Rang | Équipe        | Pts | J | G | N | P | Bp | Bc | Diff |  | Résultats (▼ dom., ► ext.) |     |     |     |     |
| ---- | ------------- | --- | - | - | - | - | -- | -- | ---- |  | -------------------------- | --- | --- | --- | --- |
| 1    | Persépolis FC | 15  | 6 | 5 | 0 | 1 | 14 | 5  | +9   |  | Persépolis FC              |     | 1-0 | 2-1 | 4-2 |
| 2    | Al-Wahda Club | 13  | 6 | 4 | 1 | 1 | 7  | 3  | +4   |  | Al-Wahda Club              | 1-0 |     | 0-0 | 3-2 |
| 3    | FC Goa        | 3   | 6 | 0 | 3 | 3 | 2  | 9  | -7   |  | FC Goa                     | 0-4 | 0-2 |     | 0-0 |
| 4    | Al-Rayyan SC  | 2   | 6 | 0 | 2 | 4 | 6  | 12 | -6   |  | Al-Rayyan SC               | 1-3 | 0-1 | 1-1 |     |

| 1er journée                  | Persépolis FC | 1 - 0   | Al-Wahda Club            | Fatorda Stadium, Goa                                    |                                                         |
| 14 avril 2021 20h00 UTC+5:30 | Hosseini 40e  | (1 - 0) |                          | Spectateurs : 0 (huis clos) Arbitrage : Hiroyuki Kimura | Spectateurs : 0 (huis clos) Arbitrage : Hiroyuki Kimura |
| 14 avril 2021 20h00 UTC+5:30 | Alishah 55e   | Rapport | 25e Rashed · 43e Esmaeel | Spectateurs : 0 (huis clos) Arbitrage : Hiroyuki Kimura | Spectateurs : 0 (huis clos) Arbitrage : Hiroyuki Kimura |

| 1er journée                  | FC Goa                      | 0 - 0   | Al-Rayyan SC                                    | Fatorda Stadium, Goa                                     |                                                          |
| 14 avril 2021 22h30 UTC+5:30 |                             | (0 - 0) |                                                 | Spectateurs : 0 (huis clos) Arbitrage : Nazmi Nasaruddin | Spectateurs : 0 (huis clos) Arbitrage : Nazmi Nasaruddin |
| 14 avril 2021 22h30 UTC+5:30 | Jesuraj 45+1e · Pereira 64e | Rapport | 13e Alaaeldin · 38e Masoud · 87e Ahmed El-Sayed | Spectateurs : 0 (huis clos) Arbitrage : Nazmi Nasaruddin | Spectateurs : 0 (huis clos) Arbitrage : Nazmi Nasaruddin |

| 2e journée                   | Al-Wahda Club               | 0 - 0   | FC Goa                                 | Fatorda Stadium, Goa                                 |                                                      |
| 17 avril 2021 20h00 UTC+5:30 |                             | (0 - 0) |                                        | Spectateurs : 0 (huis clos) Arbitrage : Ahmed Al-Ali | Spectateurs : 0 (huis clos) Arbitrage : Ahmed Al-Ali |
| 17 avril 2021 20h00 UTC+5:30 | Al Karbi 60e · al-Harbi 89e | Rapport | 56e González · 61e Jesuraj · 74e Bedia | Spectateurs : 0 (huis clos) Arbitrage : Ahmed Al-Ali | Spectateurs : 0 (huis clos) Arbitrage : Ahmed Al-Ali |

| 2e journée                   | Al-Rayyan SC                        | 1 - 3   | Persépolis FC                      | Fatorda Stadium, Goa                                    |                                                         |
| 17 avril 2021 22h30 UTC+5:30 | Al-Hadhrami 19e                     | (1 - 0) | 47e Kamyabinia · 49e 57e Moghanlou | Spectateurs : 0 (huis clos) Arbitrage : Ilgiz Tantashev | Spectateurs : 0 (huis clos) Arbitrage : Ilgiz Tantashev |
| 17 avril 2021 22h30 UTC+5:30 | Alaaeldin 7e · Kom 51e · Traoré 59e | Rapport |                                    | Spectateurs : 0 (huis clos) Arbitrage : Ilgiz Tantashev | Spectateurs : 0 (huis clos) Arbitrage : Ilgiz Tantashev |

| 3e journée                   | Al-Wahda Club                        | 3 - 2   | Al-Rayyan SC                | Fatorda Stadium, Goa                                     |                                                          |
| 20 avril 2021 20h00 UTC+5:30 | Aydh 66e · Ibrahim 85e · Jumaa 90+5e | (0 - 1) | 13e Khalilzadeh · 54e Hatem | Spectateurs : 0 (huis clos) Arbitrage : Nazmi Nasaruddin | Spectateurs : 0 (huis clos) Arbitrage : Nazmi Nasaruddin |
| 20 avril 2021 20h00 UTC+5:30 | Mohamed 90+3e                        | Rapport | 51e Jumaa                   | Spectateurs : 0 (huis clos) Arbitrage : Nazmi Nasaruddin | Spectateurs : 0 (huis clos) Arbitrage : Nazmi Nasaruddin |

| 3e journée                   | Persépolis FC                    | 2 - 1   | FC Goa                               | Fatorda Stadium, Goa                                 |                                                      |
| 20 avril 2021 22h30 UTC+5:30 | Torabi 18e (pen.) · Hosseini 24e | (2 - 1) | 14e Bedia                            | Spectateurs : 0 (huis clos) Arbitrage : Hanna Hattab | Spectateurs : 0 (huis clos) Arbitrage : Hanna Hattab |
| 20 avril 2021 22h30 UTC+5:30 |                                  | Rapport | 10e Fernandes · 15e Gama · 64e Bedia | Spectateurs : 0 (huis clos) Arbitrage : Hanna Hattab | Spectateurs : 0 (huis clos) Arbitrage : Hanna Hattab |

| 4e journée                   | Al-Rayyan SC                                                                   | 0 - 1   | Al-Wahda Club                                                                 | Fatorda Stadium, Goa                                 |                                                      |
| 23 avril 2021 20h00 UTC+5:30 |                                                                                | (0 - 0) | 71e (pen.) Kharbin                                                            | Spectateurs : 0 (huis clos) Arbitrage : Ahmed Al-Ali | Spectateurs : 0 (huis clos) Arbitrage : Ahmed Al-Ali |
| 23 avril 2021 20h00 UTC+5:30 | Abdul Maqsoud 45+2e · Al-Hadhrami 66e · Kom 67e, 68e · Hatem 69e · Brahimi 82e | Rapport | 29e Matavž · 43e Esmaeel · 56e Lee · 73e Rashid · 90+1e Matar · 90+5e Kharbin | Spectateurs : 0 (huis clos) Arbitrage : Ahmed Al-Ali | Spectateurs : 0 (huis clos) Arbitrage : Ahmed Al-Ali |

| 4e journée                   | FC Goa                    | 0 - 4   | Persépolis FC                                                    | Fatorda Stadium, Goa                                    |                                                         |
| 23 avril 2021 22h30 UTC+5:30 |                           | (0 - 2) | 24e Moghanlou · 43e (pen.) Torabi · 47e Alkasir · 58e Kamyabinia | Spectateurs : 0 (huis clos) Arbitrage : Hiroyuki Kimura | Spectateurs : 0 (huis clos) Arbitrage : Hiroyuki Kimura |
| 23 avril 2021 22h30 UTC+5:30 | D'Cunha 15e · Pereira 72e | Rapport |                                                                  | Spectateurs : 0 (huis clos) Arbitrage : Hiroyuki Kimura | Spectateurs : 0 (huis clos) Arbitrage : Hiroyuki Kimura |

| 5e journée                   | Al-Wahda Club                                                                                | 1 - 0   | Persépolis FC            | Fatorda Stadium, Goa                                    |                                                         |
| 26 avril 2021 20h00 UTC+5:30 | Matavž 5e                                                                                    | (1 - 0) |                          | Spectateurs : 0 (huis clos) Arbitrage : Ilgiz Tantashev | Spectateurs : 0 (huis clos) Arbitrage : Ilgiz Tantashev |
| 26 avril 2021 20h00 UTC+5:30 | Jumaa 13e · Abdullah Al Karbi 45+4e · al-Harbi 71e · Anwer 83e · Al Shamsi 85e · Salmeen 87e | Rapport | 45+4e Torabi · 76e Amiri | Spectateurs : 0 (huis clos) Arbitrage : Ilgiz Tantashev | Spectateurs : 0 (huis clos) Arbitrage : Ilgiz Tantashev |

| 5e journée                   | Al-Rayyan SC              | 1 - 1   | FC Goa                                   | Fatorda Stadium, Goa                                 |                                                      |
| 26 avril 2021 22h30 UTC+5:30 | Ferydoon 89e              | (0 - 1) | 3e Ortiz                                 | Spectateurs : 0 (huis clos) Arbitrage : Hanna Hattab | Spectateurs : 0 (huis clos) Arbitrage : Hanna Hattab |
| 26 avril 2021 22h30 UTC+5:30 | Al-Korbi 24e · Umar 90+2e | Rapport | 40e González · 61e Fernandes · 83e Singh | Spectateurs : 0 (huis clos) Arbitrage : Hanna Hattab | Spectateurs : 0 (huis clos) Arbitrage : Hanna Hattab |

| 6e journée                   | Persépolis FC                                                    | 4 - 2   | Al-Rayyan SC                         | Fatorda Stadium, Goa                                    |                                                         |
| 29 avril 2021 20h00 UTC+5:30 | Moghanlou 27e · Pahlavan 33e · Kanaanizadegan 68e · Alekasir 73e | (2 - 0) | 48e 72e Boli                         | Spectateurs : 0 (huis clos) Arbitrage : Hiroyuki Kimura | Spectateurs : 0 (huis clos) Arbitrage : Hiroyuki Kimura |
| 29 avril 2021 20h00 UTC+5:30 | Moghanlou 12e · Kanaanizadegan 53e                               | Rapport | 41e Awad · 52e Khalilzadeh · 79e Kom | Spectateurs : 0 (huis clos) Arbitrage : Hiroyuki Kimura | Spectateurs : 0 (huis clos) Arbitrage : Hiroyuki Kimura |

| 6e journée                   | FC Goa | 0 - 2   | Al-Wahda Club                | Fatorda Stadium, Goa                                           |                                                                |
| 29 avril 2021 22h30 UTC+5:30 |        | (0 - 0) | 61e Kharbin · 90e Al-Menhali | Spectateurs : 0 (huis clos) Arbitrage : Ammar Ebrahim Mahfoodh | Spectateurs : 0 (huis clos) Arbitrage : Ammar Ebrahim Mahfoodh |
| 29 avril 2021 22h30 UTC+5:30 |        | Rapport | 37e Salmeen                  | Spectateurs : 0 (huis clos) Arbitrage : Ammar Ebrahim Mahfoodh | Spectateurs : 0 (huis clos) Arbitrage : Ammar Ebrahim Mahfoodh |

### Groupe F
| Rang | Équipe        | Pts | J | G | N | P | Bp | Bc | Diff |  | Résultats (▼ dom., ► ext.) |     |     |     |     |
| ---- | ------------- | --- | - | - | - | - | -- | -- | ---- |  | -------------------------- | --- | --- | --- | --- |
| 1    | Ulsan Hyundai | 18  | 6 | 6 | 0 | 0 | 13 | 1  | +12  |  | Ulsan Hyundai              |     | 2-0 | 3-0 | 2-1 |
| 2    | Pathum United | 12  | 6 | 4 | 0 | 2 | 10 | 6  | +4   |  | Pathum United              | 0-2 |     | 2-0 | 4-1 |
| 3    | Viettel FC    | 6   | 6 | 2 | 0 | 4 | 7  | 9  | -2   |  | Viettel FC                 | 0-1 | 1-3 |     | 1-0 |
| 4    | Kaya FC       | 0   | 6 | 0 | 0 | 6 | 2  | 16 | -14  |  | Kaya FC                    | 0-3 | 0-1 | 0-5 |     |

| 1er journée                  | Pathum United                  | 4 - 1   | Kaya FC     | Leo Stadium, Bangkok                               |                                                    |
| 26 juin 2021 17h00 UTC+07:00 | Dangda 23e 59e · Diogo 35e 51e | (2 - 0) | 81e Angeles | Spectateurs : 0 (huis clos) Arbitrage : Ryuji Sato | Spectateurs : 0 (huis clos) Arbitrage : Ryuji Sato |
| 26 juin 2021 17h00 UTC+07:00 | Puangjan 57e                   | Rapport | 49e Rota    | Spectateurs : 0 (huis clos) Arbitrage : Ryuji Sato | Spectateurs : 0 (huis clos) Arbitrage : Ryuji Sato |

| 1er journée                  | Viettel FC | 0 - 1   | Ulsan Hyundai    | Leo Stadium, Bangkok                                         |                                                              |
| 26 juin 2021 21h00 UTC+07:00 |            | (0 - 0) | 90+1e Hinterseer | Spectateurs : 0 (huis clos) Arbitrage : Mohanad Qasim Sarray | Spectateurs : 0 (huis clos) Arbitrage : Mohanad Qasim Sarray |
| 26 juin 2021 21h00 UTC+07:00 | Nguyễn 41e | Rapport |                  | Spectateurs : 0 (huis clos) Arbitrage : Mohanad Qasim Sarray | Spectateurs : 0 (huis clos) Arbitrage : Mohanad Qasim Sarray |

| 2e journée                   | Ulsan Hyundai                | 2 - 0   | Pathum United | Leo Stadium, Bangkok                                  |                                                       |
| 29 juin 2021 17h00 UTC+07:00 | Kim 24e · Hinterseer 45+2e   | (2 - 0) |               | Spectateurs : 0 (huis clos) Arbitrage : Saoud Al-Adba | Spectateurs : 0 (huis clos) Arbitrage : Saoud Al-Adba |
| 29 juin 2021 17h00 UTC+07:00 | Qazaishvili 80e · Shin 90+2e | Rapport | 90+1e Diogo   | Spectateurs : 0 (huis clos) Arbitrage : Saoud Al-Adba | Spectateurs : 0 (huis clos) Arbitrage : Saoud Al-Adba |

| 2e journée                   | Kaya FC                     | 0 - 5   | Viettel FC                                   | Leo Stadium, Bangkok                                           |                                                                |
| 29 juin 2021 21h00 UTC+07:00 |                             | (0 - 2) | 2e Nguyễn · 7e 61e Caíque · 49e Bùi · 65e Vũ | Spectateurs : 0 (huis clos) Arbitrage : Ammar Ebrahim Mahfoodh | Spectateurs : 0 (huis clos) Arbitrage : Ammar Ebrahim Mahfoodh |
| 29 juin 2021 21h00 UTC+07:00 | Tacusalme 12e · Angeles 21e | Rapport | 88e Duong                                    | Spectateurs : 0 (huis clos) Arbitrage : Ammar Ebrahim Mahfoodh | Spectateurs : 0 (huis clos) Arbitrage : Ammar Ebrahim Mahfoodh |

| 3e journée                     | Kaya FC     | 0 - 3   | Ulsan Hyundai                | Leo Stadium, Bangkok                                      |                                                           |
| 2 juillet 2021 17h00 UTC+07:00 |             | (0 - 2) | 12e 40e Oh · 48e Qazaishvili | Spectateurs : 0 (huis clos) Arbitrage : Hussein Abo Yehia | Spectateurs : 0 (huis clos) Arbitrage : Hussein Abo Yehia |
| 2 juillet 2021 17h00 UTC+07:00 | Angeles 39e | Rapport | 89e Qazaishvili              | Spectateurs : 0 (huis clos) Arbitrage : Hussein Abo Yehia | Spectateurs : 0 (huis clos) Arbitrage : Hussein Abo Yehia |

| 3e journée                     | Pathum United                             | 2 - 0   | Viettel FC                                          | Leo Stadium, Bangkok                                 |                                                      |
| 2 juillet 2021 21h00 UTC+07:00 | Puangjan 13e · Veerachat 84e              | (1 - 0) |                                                     | Spectateurs : 0 (huis clos) Arbitrage : Hanna Hattab | Spectateurs : 0 (huis clos) Arbitrage : Hanna Hattab |
| 2 juillet 2021 21h00 UTC+07:00 | Túñez 18e · Namuangrak 37e · Puangjan 48e | Rapport | 14e Nguyễn · 27e Abdumominov · 39e Quế · 78e Caíque | Spectateurs : 0 (huis clos) Arbitrage : Hanna Hattab | Spectateurs : 0 (huis clos) Arbitrage : Hanna Hattab |

| 4e journée                     | Ulsan Hyundai                       | 2 - 1   | Kaya FC                | Leo Stadium, Bangkok                                    |                                                         |
| 5 juillet 2021 17h00 UTC+07:00 | Yoon 27e 51e                        | (1 - 0) | 47e Bedic              | Spectateurs : 0 (huis clos) Arbitrage : Omar Al-Yaqoubi | Spectateurs : 0 (huis clos) Arbitrage : Omar Al-Yaqoubi |
| 5 juillet 2021 17h00 UTC+07:00 | Kim Min-jun 31e · Kim Tae-hyeon 74e | Rapport | 74e Rota · 88e Daniels | Spectateurs : 0 (huis clos) Arbitrage : Omar Al-Yaqoubi | Spectateurs : 0 (huis clos) Arbitrage : Omar Al-Yaqoubi |

| 4e journée                     | Viettel FC          | 1 - 3   | Pathum United                         | Leo Stadium, Bangkok                               |                                                    |
| 5 juillet 2021 21h00 UTC+07:00 | Paulo 23e           | (1 - 0) | 56e Veerachat · 62e Túñez · 64e Diogo | Spectateurs : 0 (huis clos) Arbitrage : Ryūji Satō | Spectateurs : 0 (huis clos) Arbitrage : Ryūji Satō |
| 5 juillet 2021 21h00 UTC+07:00 | Quế 40e · Paulo 59e | Rapport | 48e Ernesto · 82e Ingreso · 90e Posri | Spectateurs : 0 (huis clos) Arbitrage : Ryūji Satō | Spectateurs : 0 (huis clos) Arbitrage : Ryūji Satō |

| 5e journée                     | Kaya FC                   | 0 - 1   | Pathum United | Leo Stadium, Bangkok                                                 |                                                                      |
| 8 juillet 2021 17h00 UTC+07:00 |                           | (0 - 0) | 83e Yooyen    | Spectateurs : 0 (huis clos) Arbitrage : Ammar Ebrahim Hasan Mahfoodh | Spectateurs : 0 (huis clos) Arbitrage : Ammar Ebrahim Hasan Mahfoodh |
| 8 juillet 2021 17h00 UTC+07:00 | Bedic 45+2e · Omura 90+1e | Rapport | 88e Túñez     | Spectateurs : 0 (huis clos) Arbitrage : Ammar Ebrahim Hasan Mahfoodh | Spectateurs : 0 (huis clos) Arbitrage : Ammar Ebrahim Hasan Mahfoodh |

| 5e journée                     | Ulsan Hyundai                             | 3 - 0   | Viettel FC         | Leo Stadium, Bangkok                                |                                                     |
| 8 juillet 2021 21h00 UTC+07:00 | Qazaishvili 48e · Hinterseer 55e · Oh 86e | (0 - 0) |                    | Spectateurs : 0 (huis clos) Arbitrage : Shaun Evans | Spectateurs : 0 (huis clos) Arbitrage : Shaun Evans |
| 8 juillet 2021 21h00 UTC+07:00 |                                           | Rapport | 61e Bùi · 68e Nhâm | Spectateurs : 0 (huis clos) Arbitrage : Shaun Evans | Spectateurs : 0 (huis clos) Arbitrage : Shaun Evans |

| 6e journée                      | Viettel FC                                    | 1 - 0   | Kaya FC                            | Leo Stadium, Bangkok                                 |                                                      |
| 11 juillet 2021 17h00 UTC+07:00 | Caíque 57e                                    | (0 - 0) |                                    | Spectateurs : 0 (huis clos) Arbitrage : Hanna Hattab | Spectateurs : 0 (huis clos) Arbitrage : Hanna Hattab |
| 11 juillet 2021 17h00 UTC+07:00 | Trương 42e · Abdumominov 90+1e · Nguyễn 90+3e | Rapport | 53e Rota · 55e Omura · 90+3e Amita | Spectateurs : 0 (huis clos) Arbitrage : Hanna Hattab | Spectateurs : 0 (huis clos) Arbitrage : Hanna Hattab |

| 6e journée                      | Pathum United | 0 - 2   | Ulsan Hyundai                                     | Leo Stadium, Bangkok                                    |                                                         |
| 11 juillet 2021 21h00 UTC+07:00 |               | (0 - 1) | 31e Kim Min-jun · 87e Qazaishvili                 | Spectateurs : 0 (huis clos) Arbitrage : Alireza Faghani | Spectateurs : 0 (huis clos) Arbitrage : Alireza Faghani |
| 11 juillet 2021 21h00 UTC+07:00 | Thongkiri 84e | Rapport | 14e Kim Tae-hwan · 28e Bulthuis · 33e Kim Min-jun | Spectateurs : 0 (huis clos) Arbitrage : Alireza Faghani | Spectateurs : 0 (huis clos) Arbitrage : Alireza Faghani |

### Groupe G
| Rang | Équipe                | Pts | J | G | N | P | Bp | Bc | Diff |  | Résultats (▼ dom., ► ext.) |     |     |     |     |
| ---- | --------------------- | --- | - | - | - | - | -- | -- | ---- |  | -------------------------- | --- | --- | --- | --- |
| 1    | Nagoya Grampus        | 16  | 6 | 5 | 1 | 0 | 14 | 2  | +12  |  | Nagoya Grampus             |     | 3-0 | 2-1 | 3-0 |
| 2    | Pohang Steelers       | 11  | 6 | 3 | 2 | 1 | 9  | 5  | +4   |  | Pohang Steelers            | 1-1 |     | 4-1 | 2-0 |
| 3    | Johor Darul Ta'zim FC | 4   | 6 | 1 | 1 | 4 | 3  | 9  | -6   |  | Johor Darul Ta'zim FC      | 0-1 | 0-2 |     | 1-1 |
| 4    | Ratchaburi Mitr Phol  | 2   | 6 | 0 | 2 | 4 | 0  | 10 | -10  |  | Ratchaburi Mitr Phol       | 0-4 | 0-0 | 0-1 |     |

| 1er journée                  | Pohang Steelers       | 2 - 0   | Ratchaburi Mitr Phol                            | Stade Rajamangala, Bangkok                      |                                                 |
| 22 juin 2021 17h00 UTC+07:00 | Tashchy 11e · Lim 81e | (1 - 0) |                                                 | Spectateurs : 0 (huis clos) Arbitrage : Ma Ning | Spectateurs : 0 (huis clos) Arbitrage : Ma Ning |
| 22 juin 2021 17h00 UTC+07:00 | Jeon 69e              | Rapport | 3e Sujarit · 64e Noomchanskul · 76e Tanthatemee | Spectateurs : 0 (huis clos) Arbitrage : Ma Ning | Spectateurs : 0 (huis clos) Arbitrage : Ma Ning |

| 1er journée                  | Johor Darul Ta'zim FC                                   | 0 - 1   | Nagoya Grampus                            | Stade Rajamangala, Bangkok                                      |                                                                 |
| 22 juin 2021 21h00 UTC+07:00 |                                                         | (0 - 0) | 60e Abe                                   | Spectateurs : 0 (huis clos) Arbitrage : Mohammed Abdulla Hassan | Spectateurs : 0 (huis clos) Arbitrage : Mohammed Abdulla Hassan |
| 22 juin 2021 21h00 UTC+07:00 | Rasid 17e · Maurício 44e · Bergson 64e · Corbin-Ong 70e | Rapport | 29e Inagaki · 40e Yonemoto · 66e Yamasaki | Spectateurs : 0 (huis clos) Arbitrage : Mohammed Abdulla Hassan | Spectateurs : 0 (huis clos) Arbitrage : Mohammed Abdulla Hassan |

| 2e journée                   | Nagoya Grampus                | 3 - 0   | Pohang Steelers                                                | Stade Rajamangala, Bangkok                                |                                                           |
| 25 juin 2021 17h00 UTC+07:00 | Kakitani 34e · Mateus 65e 82e | (1 - 0) |                                                                | Spectateurs : 0 (huis clos) Arbitrage : Turki Al-Khudhayr | Spectateurs : 0 (huis clos) Arbitrage : Turki Al-Khudhayr |
| 25 juin 2021 17h00 UTC+07:00 | Yoshida 50e · Nagasawa 51e    | Rapport | 34e, 64e Shin · 66e Grant · 86e Lee Seung-mo · 88e Lee Soo-bin | Spectateurs : 0 (huis clos) Arbitrage : Turki Al-Khudhayr | Spectateurs : 0 (huis clos) Arbitrage : Turki Al-Khudhayr |

| 2e journée                   | Ratchaburi Mitr Phol | 0 - 1   | Johor Darul Ta'zim FC                               | Stade Rajamangala, Bangkok                                   |                                                              |
| 25 juin 2021 21h00 UTC+07:00 |                      | (0 - 0) | 47e Velázquez                                       | Spectateurs : 0 (huis clos) Arbitrage : Mohammadreza Faghani | Spectateurs : 0 (huis clos) Arbitrage : Mohammadreza Faghani |
| 25 juin 2021 21h00 UTC+07:00 | Tanthatemee 28e      | Rapport | 41e Nasrulhaq · 43e Marlias · 65e Hanapi · 89e Insa | Spectateurs : 0 (huis clos) Arbitrage : Mohammadreza Faghani | Spectateurs : 0 (huis clos) Arbitrage : Mohammadreza Faghani |

| 3e journée                   | Ratchaburi Mitr Phol | 0 - 4   | Nagoya Grampus                     | Stade Rajamangala, Bangkok                              |                                                         |
| 28 juin 2021 17h00 UTC+07:00 |                      | (0 - 3) | 26e 31e 45+1e Yamasaki · 69e Saitō | Spectateurs : 0 (huis clos) Arbitrage : Omar Al-Yaqoubi | Spectateurs : 0 (huis clos) Arbitrage : Omar Al-Yaqoubi |
| 28 juin 2021 17h00 UTC+07:00 |                      | Rapport | 81e Morishita                      | Spectateurs : 0 (huis clos) Arbitrage : Omar Al-Yaqoubi | Spectateurs : 0 (huis clos) Arbitrage : Omar Al-Yaqoubi |

| 3e journée                   | Pohang Steelers                                                   | 4 - 1   | Johor Darul Ta'zim FC                                             | Stade Rajamangala, Bangkok                          |                                                     |
| 28 juin 2021 21h00 UTC+07:00 | Tashchy 27e (pen.) · Kang 35e (pen.) · Kwon 82e · Im 90+1e (pen.) | (2 - 1) | 47e Velázquez                                                     | Spectateurs : 0 (huis clos) Arbitrage : Shaun Evans | Spectateurs : 0 (huis clos) Arbitrage : Shaun Evans |
| 28 juin 2021 21h00 UTC+07:00 | Im 45+3e                                                          | Rapport | 3e Lowry · 19e Nasrulhaq · 32e Maurício · 38e Fazail · 79e Davies | Spectateurs : 0 (huis clos) Arbitrage : Shaun Evans | Spectateurs : 0 (huis clos) Arbitrage : Shaun Evans |

| 4e journée                       | Johor Darul Ta'zim FC                         | 0 - 2   | Pohang Steelers     | Stade Rajamangala, Bangkok                      |                                                 |
| 1er juillet 2021 17h00 UTC+07:00 |                                               | (0 - 2) | 33e Lee · 37e Kwang | Spectateurs : 0 (huis clos) Arbitrage : Ma Ning | Spectateurs : 0 (huis clos) Arbitrage : Ma Ning |
| 1er juillet 2021 17h00 UTC+07:00 | Lowry 7e · Fazail 34e · Mohamadou Sumareh 63e | Rapport | 74e Goh · 82e Kwon  | Spectateurs : 0 (huis clos) Arbitrage : Ma Ning | Spectateurs : 0 (huis clos) Arbitrage : Ma Ning |

| 4e journée                       | Nagoya Grampus                           | 3 - 0   | Ratchaburi Mitr Phol                         | Stade Rajamangala, Bangkok                                |                                                           |
| 1er juillet 2021 21h00 UTC+07:00 | Mateus 50e · Kakitani 73e · Yamasaki 79e | (0 - 0) |                                              | Spectateurs : 0 (huis clos) Arbitrage : Turki Al-Khudhayr | Spectateurs : 0 (huis clos) Arbitrage : Turki Al-Khudhayr |
| 1er juillet 2021 21h00 UTC+07:00 | Mateus 47e                               | Rapport | 60e Mapuku · 85e Sueasakul · 87e Wettayawong | Spectateurs : 0 (huis clos) Arbitrage : Turki Al-Khudhayr | Spectateurs : 0 (huis clos) Arbitrage : Turki Al-Khudhayr |

| 5e journée                     | Ratchaburi Mitr Phol           | 0 - 0   | Pohang Steelers | Stade Rajamangala, Bangkok                            |                                                       |
| 4 juillet 2021 17h00 UTC+07:00 |                                | (0 - 0) |                 | Spectateurs : 0 (huis clos) Arbitrage : Saoud Al-Abda | Spectateurs : 0 (huis clos) Arbitrage : Saoud Al-Abda |
| 4 juillet 2021 17h00 UTC+07:00 | Mapuku 84e · Tanthatemee 90+4e | Rapport | 90e Kang        | Spectateurs : 0 (huis clos) Arbitrage : Saoud Al-Abda | Spectateurs : 0 (huis clos) Arbitrage : Saoud Al-Abda |

| 5e journée                     | Nagoya Grampus                        | 2 - 1   | Johor Darul Ta'zim FC                | Stade Rajamangala, Bangkok                              |                                                         |
| 4 juillet 2021 21h00 UTC+07:00 | Mateus 4e (pen.) · Abe 28e            | (2 - 1) | 42e Saifullah                        | Spectateurs : 0 (huis clos) Arbitrage : Alireza Faghani | Spectateurs : 0 (huis clos) Arbitrage : Alireza Faghani |
| 4 juillet 2021 21h00 UTC+07:00 | Yonemoto 36e · Miyahara 38e · Abe 52e | Rapport | 12e Bakri · 77e Ahmad · 79e Maurício | Spectateurs : 0 (huis clos) Arbitrage : Alireza Faghani | Spectateurs : 0 (huis clos) Arbitrage : Alireza Faghani |

| 6e journée                     | Pohang Steelers | 1 - 1   | Nagoya Grampus            | Stade Rajamangala, Bangkok                                              |                                                                         |
| 7 juillet 2021 17h00 UTC+07:00 | Tashchy 88e     | (0 - 0) | 51e Maeda                 | Spectateurs : 0 (huis clos) Arbitrage : Mohammed Abdulla Hassan Mohamed | Spectateurs : 0 (huis clos) Arbitrage : Mohammed Abdulla Hassan Mohamed |
| 7 juillet 2021 17h00 UTC+07:00 | Gwon 66e        | Rapport | 46e Nakatani · 74e Naruse | Spectateurs : 0 (huis clos) Arbitrage : Mohammed Abdulla Hassan Mohamed | Spectateurs : 0 (huis clos) Arbitrage : Mohammed Abdulla Hassan Mohamed |

| 6e journée                     | Johor Darul Ta'zim FC                       | 0 - 0   | Ratchaburi Mitr Phol | Stade Rajamangala, Bangkok                                   |                                                              |
| 7 juillet 2021 21h00 UTC+07:00 |                                             | (0 - 0) |                      | Spectateurs : 0 (huis clos) Arbitrage : Mohanad Qasim Sarray | Spectateurs : 0 (huis clos) Arbitrage : Mohanad Qasim Sarray |
| 7 juillet 2021 21h00 UTC+07:00 | Velázquez 45+2e · Lowry 84e · Sumareh 90+1e | Rapport | 52e Sueasakul        | Spectateurs : 0 (huis clos) Arbitrage : Mohanad Qasim Sarray | Spectateurs : 0 (huis clos) Arbitrage : Mohanad Qasim Sarray |

### Groupe H
| Rang | Équipe                 | Pts | J | G | N | P | Bp | Bc | Diff |  | Résultats (▼ dom., ► ext.) |     |     |     |     |
| ---- | ---------------------- | --- | - | - | - | - | -- | -- | ---- |  | -------------------------- | --- | --- | --- | --- |
| 1    | Jeonbuk Hyundai Motors | 16  | 6 | 5 | 1 | 0 | 22 | 5  | +17  |  | Jeonbuk Hyundai Motors     |     | 2-1 | 2-1 | 9-0 |
| 2    | Gamba Osaka            | 9   | 6 | 2 | 3 | 1 | 15 | 7  | +8   |  | Gamba Osaka                | 2-2 |     | 1-1 | 8-1 |
| 3    | Chiangrai United       | 8   | 6 | 2 | 2 | 2 | 8  | 7  | +1   |  | Chiangrai United           | 1-3 | 1-1 |     | 1-0 |
| 4    | Tampines Rovers        | 0   | 6 | 0 | 0 | 6 | 1  | 27 | -26  |  | Tampines Rovers            | 0-4 | 0-2 | 0-3 |     |

| 1er journée                  | Tampines Rovers | 0 - 2   | Gamba Osaka              | Stade Lokomotiv, Tachkent                             |                                                       |
| 25 juin 2021 19h00 UTC+05:00 |                 | (0 - 1) | 26e Patric · 88e Pereira | Spectateurs : 0 (huis clos) Arbitrage : Robesh Gamini | Spectateurs : 0 (huis clos) Arbitrage : Robesh Gamini |
| 25 juin 2021 19h00 UTC+05:00 | Rapport         |         |                          | Spectateurs : 0 (huis clos) Arbitrage : Robesh Gamini | Spectateurs : 0 (huis clos) Arbitrage : Robesh Gamini |

| 1er journée                  | Jeonbuk Hyundai Motors       | 2 - 1   | Chiangrai United       | Stade Rajamangala, Bangkok                                    |                                                               |
| 25 juin 2021 21h00 UTC+05:00 | Lee 36e · Gustavo 52e (pen.) | (1 - 0) | 68e Panya              | Spectateurs : 0 (huis clos) Arbitrage : Abdulrahman Al-Jassim | Spectateurs : 0 (huis clos) Arbitrage : Abdulrahman Al-Jassim |
| 25 juin 2021 21h00 UTC+05:00 | Choi 20e                     | Rapport | 33e Bill · 54e Brinner | Spectateurs : 0 (huis clos) Arbitrage : Abdulrahman Al-Jassim | Spectateurs : 0 (huis clos) Arbitrage : Abdulrahman Al-Jassim |

| 2e journée                   | Chiangrai United    | 1 - 0   | Tampines Rovers            | Stade de Bunyodkor, Tachkent                        |                                                     |
| 28 juin 2021 19h00 UTC+05:00 | Tiatrakul 87e       | (0 - 0) |                            | Spectateurs : 0 (huis clos) Arbitrage : Omar Al Ali | Spectateurs : 0 (huis clos) Arbitrage : Omar Al Ali |
| 28 juin 2021 19h00 UTC+05:00 | Sukjitthammakul 31e | Rapport | 35e Kopitović · 80e Hanapi | Spectateurs : 0 (huis clos) Arbitrage : Omar Al Ali | Spectateurs : 0 (huis clos) Arbitrage : Omar Al Ali |

| 2e journée                   | Gamba Osaka    | 2 - 2   | Jeonbuk Hyundai Motors       | Stade Lokomotiv, Tachkent               |                                         |
| 28 juin 2021 21h00 UTC+05:00 | Patric 27e 31e | (2 - 2) | 2e Iljutcenko · 17e Kunimoto | Spectateurs : 0 (huis clos) Arbitrage : | Spectateurs : 0 (huis clos) Arbitrage : |
| 28 juin 2021 21h00 UTC+05:00 | Rapport        |         |                              | Spectateurs : 0 (huis clos) Arbitrage : | Spectateurs : 0 (huis clos) Arbitrage : |

| 3e journée                       | Jeonbuk Hyundai Motors                                                        | 9 - 0   | Tampines Rovers | Stade Lokomotiv, Tachkent                            |                                                      |
| 1er juillet 2021 19h00 UTC+05:00 | Barrow 5e 54e 75e · Gustavo 14e 15e 57e (pen.) 60e · Kim 35e · Iljutcenko 72e | (4 - 0) |                 | Spectateurs : 0 (huis clos) Arbitrage : Ahmad Yaacob | Spectateurs : 0 (huis clos) Arbitrage : Ahmad Yaacob |
| 1er juillet 2021 19h00 UTC+05:00 |                                                                               | Rapport | 74e Khaizan     | Spectateurs : 0 (huis clos) Arbitrage : Ahmad Yaacob | Spectateurs : 0 (huis clos) Arbitrage : Ahmad Yaacob |

| 3e journée                       | Chiangrai United                                       | 1 - 1   | Gamba Osaka                 | Stade de Bunyodkor, Tachkent                         |                                                      |
| 1er juillet 2021 21h00 UTC+05:00 | Bill 90+4e                                             | (0 - 0) | 47e Pereira                 | Spectateurs : 0 (huis clos) Arbitrage : Ahmed Al-Kaf | Spectateurs : 0 (huis clos) Arbitrage : Ahmed Al-Kaf |
| 1er juillet 2021 21h00 UTC+05:00 | Panya 19e · Leeaoh 21e · Homsan 48e · Chamnarnsilp 58e | Rapport | 39e Yamamoto · 58e Suganuma | Spectateurs : 0 (huis clos) Arbitrage : Ahmed Al-Kaf | Spectateurs : 0 (huis clos) Arbitrage : Ahmed Al-Kaf |

| 4e journée                     | Tampines Rovers                  | 0 - 4   | Jeonbuk Hyundai Motors                        | Stade de Bunyodkor, Tachkent                              |                                                           |
| 4 juillet 2021 19h00 UTC+05:00 |                                  | (0 - 1) | 36e 75e Iljutcenko · 64e Gustavo · 73e Barrow | Spectateurs : 0 (huis clos) Arbitrage : Masoud Tufayelieh | Spectateurs : 0 (huis clos) Arbitrage : Masoud Tufayelieh |
| 4 juillet 2021 19h00 UTC+05:00 | Mehmedović 52e · Hanapi 58e, 60e | Rapport | 56e Choi · 58e Kunimoto                       | Spectateurs : 0 (huis clos) Arbitrage : Masoud Tufayelieh | Spectateurs : 0 (huis clos) Arbitrage : Masoud Tufayelieh |

| 4e journée                     | Gamba Osaka                                | 1 - 1   | Chiangrai United          | Stade Lokomotiv, Tachkent                                        |                                                                  |
| 4 juillet 2021 21h00 UTC+05:00 | Brinner 54e (csc)                          | (0 - 1) | 6e Felipe                 | Spectateurs : 0 (huis clos) Arbitrage : Mohd Amirul Izwan Yaacob | Spectateurs : 0 (huis clos) Arbitrage : Mohd Amirul Izwan Yaacob |
| 4 juillet 2021 21h00 UTC+05:00 | Ideguchi 50e · Suganuma 76e · Ichimi 90+2e | Rapport | 80e Worawong · 88e Inpaen | Spectateurs : 0 (huis clos) Arbitrage : Mohd Amirul Izwan Yaacob | Spectateurs : 0 (huis clos) Arbitrage : Mohd Amirul Izwan Yaacob |

| 5e journée                     | Gamba Osaka                                                                 | 8 - 1   | Tampines Rovers | Stade de Bunyodkor, Tachkent                         |                                                      |
| 7 juillet 2021 19h00 UTC+05:00 | Kurata 21e · Kawasaki 25e 53e 80e · Ichimi 28e · Silva 75e · Patric 78e 87e | (3 - 1) | 27e Bennett     | Spectateurs : 0 (huis clos) Arbitrage : Yu Ming-hsun | Spectateurs : 0 (huis clos) Arbitrage : Yu Ming-hsun |
| 7 juillet 2021 19h00 UTC+05:00 | Rapport                                                                     |         |                 | Spectateurs : 0 (huis clos) Arbitrage : Yu Ming-hsun | Spectateurs : 0 (huis clos) Arbitrage : Yu Ming-hsun |

| 5e journée                     | Chiangrai United         | 1 - 3   | Jeonbuk Hyundai Motors          | Stade Lokomotiv, Tachkent                                 |                                                           |
| 7 juillet 2021 21h00 UTC+05:00 | Bill 68e (pen.)          | (0 - 3) | 9e Barrow · 20e Hong · 35e Park | Spectateurs : 0 (huis clos) Arbitrage : Mooud Bonyadifard | Spectateurs : 0 (huis clos) Arbitrage : Mooud Bonyadifard |
| 7 juillet 2021 21h00 UTC+05:00 | Inpaen 34e · Verzura 69e | Rapport | 45+1e Lee · 90+3e Lee           | Spectateurs : 0 (huis clos) Arbitrage : Mooud Bonyadifard | Spectateurs : 0 (huis clos) Arbitrage : Mooud Bonyadifard |

| 6e journée                      | Tampines Rovers                  | 0 - 3   | Chiangrai United                            | Stade Lokomotiv, Tachkent                                        |                                                                  |
| 10 juillet 2021 19h00 UTC+05:00 |                                  | (0 - 0) | 75e Amorim · 82e Bill · 90e Sukjitthammakul | Spectateurs : 0 (huis clos) Arbitrage : Mohd Amirul Izwan Yaacob | Spectateurs : 0 (huis clos) Arbitrage : Mohd Amirul Izwan Yaacob |
| 10 juillet 2021 19h00 UTC+05:00 | Kopitović 45+2e · Mehmedović 77e | Rapport |                                             | Spectateurs : 0 (huis clos) Arbitrage : Mohd Amirul Izwan Yaacob | Spectateurs : 0 (huis clos) Arbitrage : Mohd Amirul Izwan Yaacob |

| 6e journée                      | Jeonbuk Hyundai Motors         | 2 - 1   | Gamba Osaka           | Stade de Bunyodkor, Tachkent                         |                                                      |
| 10 juillet 2021 19h00 UTC+05:00 | Gustavo 6e (pen.) · Barrow 88e | (1 - 0) | 53e Patric            | Spectateurs : 0 (huis clos) Arbitrage : Ahmed Al-Kaf | Spectateurs : 0 (huis clos) Arbitrage : Ahmed Al-Kaf |
| 10 juillet 2021 19h00 UTC+05:00 | Barrow 78e                     | Rapport | 39e Kim · 90+1e Onose | Spectateurs : 0 (huis clos) Arbitrage : Ahmed Al-Kaf | Spectateurs : 0 (huis clos) Arbitrage : Ahmed Al-Kaf |

### Groupe I
| Rang | Équipe            | Pts | J | G | N | P | Bp | Bc | Diff |  | Résultats (▼ dom., ► ext.) |     |     |     |     |
| ---- | ----------------- | --- | - | - | - | - | -- | -- | ---- |  | -------------------------- | --- | --- | --- | --- |
| 1    | Kawasaki Frontale | 18  | 6 | 6 | 0 | 0 | 27 | 3  | +24  |  | Kawasaki Frontale          |     | 3-2 | 8-0 | 4-0 |
| 2    | Daegu FC          | 12  | 6 | 4 | 0 | 2 | 22 | 6  | +16  |  | Daegu FC                   | 1-3 |     | 7-0 | 5-0 |
| 3    | United City       | 4   | 6 | 1 | 1 | 4 | 4  | 24 | -20  |  | United City                | 0-2 | 0-4 |     | 1-1 |
| 4    | Beijing Guoan     | 1   | 6 | 0 | 1 | 5 | 3  | 23 | -20  |  | Beijing Guoan              | 0-7 | 0-3 | 2-3 |     |

| 1er journée                  | United City | 1 - 1   | Beijing Guoan     | Stade de Bunyodkor, Tachkent                              |                                                           |
| 26 juin 2021 19h00 UTC+05:00 | Schröck 28e | (1 - 0) | 73e Liang         | Spectateurs : 0 (huis clos) Arbitrage : Mooud Bonyadifard | Spectateurs : 0 (huis clos) Arbitrage : Mooud Bonyadifard |
| 26 juin 2021 19h00 UTC+05:00 | Ott 41e     | Rapport | 21e Shi · 78e Guo | Spectateurs : 0 (huis clos) Arbitrage : Mooud Bonyadifard | Spectateurs : 0 (huis clos) Arbitrage : Mooud Bonyadifard |

| 1er journée                  | Kawasaki Frontale                          | 3 - 2   | Daegu FC               | Stade Lokomotiv, Tachkent                            |                                                      |
| 26 juin 2021 21h00 UTC+05:00 | Damião 40e 51e · Schmidt 55e               | (1 - 1) | 8e Hwang · 47e Cesinha | Spectateurs : 0 (huis clos) Arbitrage : Ahmed Al-Kaf | Spectateurs : 0 (huis clos) Arbitrage : Ahmed Al-Kaf |
| 26 juin 2021 21h00 UTC+05:00 | Jesiel 28e · Hatate 45+1e · Noborizato 52e | Rapport |                        | Spectateurs : 0 (huis clos) Arbitrage : Ahmed Al-Kaf | Spectateurs : 0 (huis clos) Arbitrage : Ahmed Al-Kaf |

| 2e journée                   | Daegu FC                                                                        | 7 - 0   | United City              | Stade de Bunyodkor, Tachkent                                     |                                                                  |
| 29 juin 2021 19h00 UTC+05:00 | Cesinha 23e · Edgar 42e · Kim 45+3e · An 62e 72e · Park 90e · Jung 90+5e (pen.) |         |                          | Spectateurs : 0 (huis clos) Arbitrage : Mohd Amirul Izwan Yaacob | Spectateurs : 0 (huis clos) Arbitrage : Mohd Amirul Izwan Yaacob |
| 29 juin 2021 19h00 UTC+05:00 | Nishi 17e · Lee 38e · Park 87e                                                  | Rapport | 50e Nazari · 61e Schröck | Spectateurs : 0 (huis clos) Arbitrage : Mohd Amirul Izwan Yaacob | Spectateurs : 0 (huis clos) Arbitrage : Mohd Amirul Izwan Yaacob |

| 2e journée                   | Beijing Guoan | 0 - 7   | Kawasaki Frontale                                                                             | Stade Lokomotiv, Tachkent                                 |                                                           |
| 29 juin 2021 21h00 UTC+05:00 |               | (0 - 3) | 7e Hasegawa · 8e Tachibanada · 41e Tono · 47e (pen.) 59e Chinen · 51e Yamamura · 56e Wakizaka | Spectateurs : 0 (huis clos) Arbitrage : Masoud Tufayelieh | Spectateurs : 0 (huis clos) Arbitrage : Masoud Tufayelieh |
| 29 juin 2021 21h00 UTC+05:00 | Xu 25e        | Rapport | 85e Issaka                                                                                    | Spectateurs : 0 (huis clos) Arbitrage : Masoud Tufayelieh | Spectateurs : 0 (huis clos) Arbitrage : Masoud Tufayelieh |

| 3e journée                     | Kawasaki Frontale                                                                   | 8 - 0   | United City                         | Stade Lokomotiv, Tachkent                            |                                                      |
| 2 juillet 2021 19h00 UTC+05:00 | Mitoma 33e 82e · Oshima 42e · Damião 50e · Tachibanada 56e 65e 70e · Wakizaka 90+2e | (2 - 0) |                                     | Spectateurs : 0 (huis clos) Arbitrage : Hasan Akrami | Spectateurs : 0 (huis clos) Arbitrage : Hasan Akrami |
| 2 juillet 2021 19h00 UTC+05:00 | Schmidt 26e                                                                         | Rapport | 26e Kane · 43e Schröck · 90+1e Jung | Spectateurs : 0 (huis clos) Arbitrage : Hasan Akrami | Spectateurs : 0 (huis clos) Arbitrage : Hasan Akrami |

| 3e journée                     | Daegu FC                                   | 5 - 0   | Beijing Guoan | Stade de Bunyodkor, Tachkent                               |                                                            |
| 2 juillet 2021 19h00 UTC+05:00 | Edgar 14e 27e · Cesinha 48e 55e · Oh 90+2e | (2 - 0) |               | Spectateurs : 0 (huis clos) Arbitrage : Mohammed Al-Hoaish | Spectateurs : 0 (huis clos) Arbitrage : Mohammed Al-Hoaish |
| 2 juillet 2021 19h00 UTC+05:00 | Nishi 61e · Lee 86e · Kim 90+1e            | Rapport | 13e Shaowen   | Spectateurs : 0 (huis clos) Arbitrage : Mohammed Al-Hoaish | Spectateurs : 0 (huis clos) Arbitrage : Mohammed Al-Hoaish |

| 4e journée                     | United City           | 0 - 2   | Kawasaki Frontale         | Stade Lokomotiv, Tachkent                           |                                                     |
| 5 juillet 2021 19h00 UTC+05:00 |                       | (0 - 1) | 18e Chinen · 78e Hasegawa | Spectateurs : 0 (huis clos) Arbitrage : Omar Al Ali | Spectateurs : 0 (huis clos) Arbitrage : Omar Al Ali |
| 5 juillet 2021 19h00 UTC+05:00 | Robles 12e · Reed 84e | Rapport |                           | Spectateurs : 0 (huis clos) Arbitrage : Omar Al Ali | Spectateurs : 0 (huis clos) Arbitrage : Omar Al Ali |

| 4e journée                     | Beijing Guoan | 0 - 3   | Daegu FC               | Stade de Bunyodkor, Tachkent                          |                                                       |
| 5 juillet 2021 19h00 UTC+05:00 |               | (0 - 1) | 45e Kim · 57e 76e Jung | Spectateurs : 0 (huis clos) Arbitrage : Robesh Gamini | Spectateurs : 0 (huis clos) Arbitrage : Robesh Gamini |
| 5 juillet 2021 19h00 UTC+05:00 | Rapport       |         |                        | Spectateurs : 0 (huis clos) Arbitrage : Robesh Gamini | Spectateurs : 0 (huis clos) Arbitrage : Robesh Gamini |

| 5e journée                     | Beijing Guoan       | 2 - 3   | United City                    | Stade Lokomotiv, Tachkent                             |                                                       |
| 8 juillet 2021 19h00 UTC+05:00 | Jiang 1re · Leng 4e | (2 - 0) | 59e 80e Hartmann · 69e Marañón | Spectateurs : 0 (huis clos) Arbitrage : Ahmad Ibrahim | Spectateurs : 0 (huis clos) Arbitrage : Ahmad Ibrahim |
| 8 juillet 2021 19h00 UTC+05:00 | Naibijiang 90e      | Rapport | 20e Kane                       | Spectateurs : 0 (huis clos) Arbitrage : Ahmad Ibrahim | Spectateurs : 0 (huis clos) Arbitrage : Ahmad Ibrahim |

| 5e journée                     | Daegu FC  | 1 - 3   | Kawasaki Frontale  | Stade de Bunyodkor, Tachkent                                  |                                                               |
| 8 juillet 2021 21h00 UTC+05:00 | Edgar 43e | (1 - 1) | 34e 64e 87e Damião | Spectateurs : 0 (huis clos) Arbitrage : Abdulrahman Al-Jassim | Spectateurs : 0 (huis clos) Arbitrage : Abdulrahman Al-Jassim |
| 8 juillet 2021 21h00 UTC+05:00 | Park 59e  | Rapport | 65e Schmidt        | Spectateurs : 0 (huis clos) Arbitrage : Abdulrahman Al-Jassim | Spectateurs : 0 (huis clos) Arbitrage : Abdulrahman Al-Jassim |

| 6e journée                      | United City     | 0 - 4   | Daegu FC                                   | Stade de Bunyodkor, Tachkent                            |                                                         |
| 11 juillet 2021 17h00 UTC+05:00 |                 | (0 - 1) | 37e Nishi · 48e Lee · 58e Edgar · 73e Jung | Spectateurs : 0 (huis clos) Arbitrage : Ilgiz Tantashev | Spectateurs : 0 (huis clos) Arbitrage : Ilgiz Tantashev |
| 11 juillet 2021 17h00 UTC+05:00 | Marasigan 90+4e | Rapport | 24e Jo · 43e Kim · 90+3e Cesinha           | Spectateurs : 0 (huis clos) Arbitrage : Ilgiz Tantashev | Spectateurs : 0 (huis clos) Arbitrage : Ilgiz Tantashev |

| 6e journée                      | Kawasaki Frontale                                     | 4 - 0   | Beijing Guoan | Stade Lokomotiv, Tachkent                                        |                                                                  |
| 11 juillet 2021 17h00 UTC+05:00 | Chinen 21e · Kozuka 37e · Miyagi 56e · Leng 69e (csc) | (2 - 0) |               | Spectateurs : 0 (huis clos) Arbitrage : Mohammed Khled Al-Hoaish | Spectateurs : 0 (huis clos) Arbitrage : Mohammed Khled Al-Hoaish |
| 11 juillet 2021 17h00 UTC+05:00 |                                                       | Rapport | 87e Xu        | Spectateurs : 0 (huis clos) Arbitrage : Mohammed Khled Al-Hoaish | Spectateurs : 0 (huis clos) Arbitrage : Mohammed Khled Al-Hoaish |

### Groupe J
| Rang | Équipe       | Pts | J | G | N | P | Bp | Bc | Diff |  | Résultats (▼ dom., ► ext.) |     |     |     |     |
| ---- | ------------ | --- | - | - | - | - | -- | -- | ---- |  | -------------------------- | --- | --- | --- | --- |
| 1    | Cerezo Osaka | 14  | 6 | 4 | 2 | 0 | 13 | 2  | +11  |  | Cerezo Osaka               |     | 2-1 | 1-1 | 5-0 |
| 2    | Kitchee SC   | 11  | 6 | 3 | 2 | 1 | 6  | 3  | +3   |  | Kitchee SC                 | 0-0 |     | 2-0 | 1-0 |
| 3    | Thai Port FC | 8   | 6 | 2 | 2 | 2 | 10 | 8  | +2   |  | Thai Port FC               | 0-3 | 1-1 |     | 3-0 |
| 4    | Guangzhou FC | 0   | 6 | 0 | 0 | 6 | 1  | 17 | -16  |  | Guangzhou FC               | 0-2 | 0-1 | 1-5 |     |

| 1er journée                  | Guangzhou FC | 0 - 2   | Cerezo Osaka          | Stade de Buriram, Buriram                               |                                                         |
| 24 juin 2021 17h00 UTC+07:00 |              | (0 - 1) | 15e Okuno · 69e Tiago | Spectateurs : 0 (huis clos) Arbitrage : Nawaf Shukralla | Spectateurs : 0 (huis clos) Arbitrage : Nawaf Shukralla |
| 24 juin 2021 17h00 UTC+07:00 | Liao 80e     | Rapport | 90+3e Seko            | Spectateurs : 0 (huis clos) Arbitrage : Nawaf Shukralla | Spectateurs : 0 (huis clos) Arbitrage : Nawaf Shukralla |

| 1er journée                  | Kitchee SC                         | 2 - 0   | Thai Port FC                           | Stade de Buriram, Buriram                            |                                                      |
| 24 juin 2021 21h00 UTC+07:00 | Roberto 37e · Damjanović 79e       | (1 - 0) |                                        | Spectateurs : 0 (huis clos) Arbitrage : Kim Dae-yong | Spectateurs : 0 (huis clos) Arbitrage : Kim Dae-yong |
| 24 juin 2021 21h00 UTC+07:00 | Park 28e · Huang 46e · Cleiton 71e | Rapport | 3e Jakkuprasat · 11e Rakotomenjanahary | Spectateurs : 0 (huis clos) Arbitrage : Kim Dae-yong | Spectateurs : 0 (huis clos) Arbitrage : Kim Dae-yong |

| 2e journée                   | Thai Port FC                        | 3 - 0   | Guangzhou FC         | Stade de Buriram, Buriram                             |                                                       |
| 27 juin 2021 17h00 UTC+07:00 | Elias 21e · Pakorn 60e · Roller 76e | (1 - 0) |                      | Spectateurs : 0 (huis clos) Arbitrage : Bijan Heidari | Spectateurs : 0 (huis clos) Arbitrage : Bijan Heidari |
| 27 juin 2021 17h00 UTC+07:00 |                                     | Rapport | 80e Rijin · 84e Chen | Spectateurs : 0 (huis clos) Arbitrage : Bijan Heidari | Spectateurs : 0 (huis clos) Arbitrage : Bijan Heidari |

| 2e journée                   | Cerezo Osaka                | 2 - 1   | Kitchee SC                         | Stade de Buriram, Buriram                               |                                                         |
| 27 juin 2021 21h00 UTC+07:00 | Taggart 69e · Pagnussat 71e | (0 - 1) | 38e Damjanović                     | Spectateurs : 0 (huis clos) Arbitrage : Khamis Al Marri | Spectateurs : 0 (huis clos) Arbitrage : Khamis Al Marri |
| 27 juin 2021 21h00 UTC+07:00 | Tiago 9e · Ōkubo 77e        | Rapport | 29e Yang · 43e Paulo · 77e Cancela | Spectateurs : 0 (huis clos) Arbitrage : Khamis Al Marri | Spectateurs : 0 (huis clos) Arbitrage : Khamis Al Marri |

| 3e journée                   | Cerezo Osaka | 1 - 1   | Thai Port FC                            | Stade de Buriram, Buriram                            |                                                      |
| 30 juin 2021 17h00 UTC+07:00 | Sakamoto 79e | (0 - 1) | 45+3e Prempak                           | Spectateurs : 0 (huis clos) Arbitrage : Ko Hyung-jin | Spectateurs : 0 (huis clos) Arbitrage : Ko Hyung-jin |
| 30 juin 2021 17h00 UTC+07:00 |              | Rapport | 69e Thawornsak · 75e Suárez · 82e Phala | Spectateurs : 0 (huis clos) Arbitrage : Ko Hyung-jin | Spectateurs : 0 (huis clos) Arbitrage : Ko Hyung-jin |

| 3e journée                   | Guangzhou FC                   | 0 - 1   | Kitchee SC                | Stade de Buriram, Buriram                          |                                                    |
| 30 juin 2021 21h00 UTC+07:00 |                                | (0 - 1) | 36e (pen.) Damjanović     | Spectateurs : 0 (huis clos) Arbitrage : Ali Shaban | Spectateurs : 0 (huis clos) Arbitrage : Ali Shaban |
| 30 juin 2021 21h00 UTC+07:00 | Fan 33e · Zhang 35e · Chen 43e | Rapport | 10e Baena · 90+3e Cancela | Spectateurs : 0 (huis clos) Arbitrage : Ali Shaban | Spectateurs : 0 (huis clos) Arbitrage : Ali Shaban |

| 4e journée                     | Thai Port FC                              | 0 - 3   | Cerezo Osaka                             | Stade de Buriram, Buriram                               |                                                         |
| 3 juillet 2021 17h00 UTC+07:00 |                                           |         | 12e Maruhashi · 45e Ōkubo · 47e Sakamoto | Spectateurs : 0 (huis clos) Arbitrage : Nawaf Shukralla | Spectateurs : 0 (huis clos) Arbitrage : Nawaf Shukralla |
| 3 juillet 2021 17h00 UTC+07:00 | Sombatyotha 36e · Dolah 54e · Prempak 82e | Rapport |                                          | Spectateurs : 0 (huis clos) Arbitrage : Nawaf Shukralla | Spectateurs : 0 (huis clos) Arbitrage : Nawaf Shukralla |

| 4e journée                     | Kitchee SC            | 1 - 0   | Guangzhou FC | Stade de Buriram, Buriram                               |                                                         |
| 3 juillet 2021 21h00 UTC+07:00 | Damjanović 70e (pen.) | (0 - 0) |              | Spectateurs : 0 (huis clos) Arbitrage : Khamis Al-Marri | Spectateurs : 0 (huis clos) Arbitrage : Khamis Al-Marri |
| 3 juillet 2021 21h00 UTC+07:00 |                       | Rapport | 90e Zhao     | Spectateurs : 0 (huis clos) Arbitrage : Khamis Al-Marri | Spectateurs : 0 (huis clos) Arbitrage : Khamis Al-Marri |

| 5e journée                     | Cerezo Osaka                                   | 5 - 0   | Guangzhou FC         | Stade de Buriram, Buriram                             |                                                       |
| 6 juillet 2021 17h00 UTC+07:00 | Kato 33e 90+2e · Matsumoto 53e 72e · Tiago 67e | (1 - 0) |                      | Spectateurs : 0 (huis clos) Arbitrage : Bijan Heidari | Spectateurs : 0 (huis clos) Arbitrage : Bijan Heidari |
| 6 juillet 2021 17h00 UTC+07:00 | Kida 78e                                       | Rapport | 24e Zhao · 46e Huang | Spectateurs : 0 (huis clos) Arbitrage : Bijan Heidari | Spectateurs : 0 (huis clos) Arbitrage : Bijan Heidari |

| 5e journée                     | Thai Port FC                     | 1 - 1   | Kitchee SC                       | Stade de Buriram, Buriram                            |                                                      |
| 6 juillet 2021 21h00 UTC+07:00 | Prempak 13e                      | (1 - 1) | 18e Orr                          | Spectateurs : 0 (huis clos) Arbitrage : Ko Hyung-jin | Spectateurs : 0 (huis clos) Arbitrage : Ko Hyung-jin |
| 6 juillet 2021 21h00 UTC+07:00 | Prempak 45+1e · Thawornsak 90+4e | Rapport | 90+1e Roberto · 90+2e Damjanović | Spectateurs : 0 (huis clos) Arbitrage : Ko Hyung-jin | Spectateurs : 0 (huis clos) Arbitrage : Ko Hyung-jin |

| 6e journée                     | Kitchee SC                             | 0 - 0   | Cerezo Osaka | Stade de Buriram, Buriram                         |                                                   |
| 9 juillet 2021 17h00 UTC+07:00 |                                        | (0 - 0) |              | Spectateurs : 0 (huis clos) Arbitrage : Ali Sabah | Spectateurs : 0 (huis clos) Arbitrage : Ali Sabah |
| 9 juillet 2021 17h00 UTC+07:00 | Tong 80e · Cancela 89e · Roberto 90+1e | Rapport | 55e Harakawa | Spectateurs : 0 (huis clos) Arbitrage : Ali Sabah | Spectateurs : 0 (huis clos) Arbitrage : Ali Sabah |

| 6e journée                     | Guangzhou FC | 1 - 5   | Thai Port FC                                                                          | Stade de Buriram, Buriram                            |                                                      |
| 9 juillet 2021 21h00 UTC+07:00 | Thitawee 49e | (0 - 1) | 5e Suárez · 53e Bordin · 56e (pen.) Rochela · 76e (csc) Wang Wenxuan · 90+3e Chappuis | Spectateurs : 0 (huis clos) Arbitrage : Kim Dae-yong | Spectateurs : 0 (huis clos) Arbitrage : Kim Dae-yong |
| 9 juillet 2021 21h00 UTC+07:00 | Lü 16e       | Rapport | 62e Siripala · 78e Roller                                                             | Spectateurs : 0 (huis clos) Arbitrage : Kim Dae-yong | Spectateurs : 0 (huis clos) Arbitrage : Kim Dae-yong |

### Meilleures troisièmes
Classement
Les six meilleures équipes classées deuxièmes de leur poule sont repêchées pour accéder au tour suivant et compléter ainsi le tableau des huitièmes de finale. Pour les désigner, deux classements sont effectués en comparant les résultats de chacune des dix équipes, en fonction du nombre de points, puis différence de buts, puis nombre de buts marqués.
En cas d'égalité de points, différence de buts et nombre de buts marqués, le critère disciplinaire est utilisé pour départager les équipes suivant le barème négatif : 1 point pour un avertissement non suivi d'une expulsion, 3 points pour le second avertissement dans un même match entraînant une expulsion, 4 points pour une expulsion directe, 5 points pour un avertissement suivi plus tard d'une expulsion directe. Si ce dernier critère reste insuffisant, alors un tirage au sort est effectué.
| Rang | Équipe               | Pts | J | G | N | P | Bp | Bc | Diff |
| ---- | -------------------- | --- | - | - | - | - | -- | -- | ---- |
| 1    | Al-Wahda Club (Gr.E) | 13  | 6 | 4 | 1 | 1 | 7  | 3  | +4   |
| 2    | Tractor Club (Gr.B)  | 10  | 6 | 2 | 4 | 0 | 6  | 3  | +3   |
| 3    | Al-Hilal FC (Gr.A)   | 10  | 6 | 3 | 1 | 2 | 11 | 9  | +2   |
| 4    | Al-Sadd SC (Gr.D)    | 10  | 6 | 3 | 1 | 2 | 9  | 7  | +2   |
| 5    | Al Duhail SC (Gr.C)  | 9   | 6 | 2 | 3 | 1 | 11 | 9  | +2   |

| Rang | Équipe                 | Pts | J | G | N | P | Bp | Bc | Diff |
| ---- | ---------------------- | --- | - | - | - | - | -- | -- | ---- |
| 1    | Daegu FC (Gr.I)        | 12  | 6 | 4 | 0 | 2 | 22 | 6  | +16  |
| 2    | Pathum United (Gr.F)   | 12  | 6 | 4 | 0 | 2 | 10 | 6  | +4   |
| 3    | Pohang Steelers (Gr.G) | 11  | 6 | 3 | 2 | 1 | 9  | 5  | +4   |
| 4    | Kitchee SC (Gr.J)      | 11  | 6 | 3 | 2 | 1 | 6  | 3  | +3   |
| 5    | Gamba Osaka (Gr.H)     | 9   | 6 | 2 | 3 | 1 | 15 | 7  | +8   |

## Phase à élimination directe

### Tableau final
|  | Huitièmes de finale                                              | Huitièmes de finale                           | Huitièmes de finale                                            | Huitièmes de finale                           |                        |                        | Quarts de finale                                            | Quarts de finale                                            | Quarts de finale                                            | Quarts de finale                                            |  |  | Demi-finales                                                | Demi-finales                                                | Demi-finales                                                | Demi-finales                                                |  |  | Finale                                                    | Finale                                                    | Finale                                                    | Finale                                                    |
|  |                                                                  |                                               |                                                                |                                               |                        |                        |                                                             |                                                             |                                                             |                                                             |  |  |                                                             |                                                             |                                                             |                                                             |  |  |                                                           |                                                           |                                                           |                                                           |
|  | 14 septembre 2021 - Stade de Sharjah, Charjah                    | 14 septembre 2021 - Stade de Sharjah, Charjah | 14 septembre 2021 - Stade de Sharjah, Charjah                  | 14 septembre 2021 - Stade de Sharjah, Charjah |                        |                        | 16 octobre 2021 - Stade de l'Université du Roi Saoud, Riyad | 16 octobre 2021 - Stade de l'Université du Roi Saoud, Riyad | 16 octobre 2021 - Stade de l'Université du Roi Saoud, Riyad | 16 octobre 2021 - Stade de l'Université du Roi Saoud, Riyad |  |  | 19 octobre 2021 - Stade de l'Université du Roi Saoud, Riyad | 19 octobre 2021 - Stade de l'Université du Roi Saoud, Riyad | 19 octobre 2021 - Stade de l'Université du Roi Saoud, Riyad | 19 octobre 2021 - Stade de l'Université du Roi Saoud, Riyad |  |  | 23 novembre 2021 - Stade international du Roi-Fahd, Riyad | 23 novembre 2021 - Stade international du Roi-Fahd, Riyad | 23 novembre 2021 - Stade international du Roi-Fahd, Riyad | 23 novembre 2021 - Stade international du Roi-Fahd, Riyad |
|  | Sharjah FC                                                       | Sharjah FC                                    | 1 (4)                                                          | 1 (4)                                         |                        |                        | 16 octobre 2021 - Stade de l'Université du Roi Saoud, Riyad | 16 octobre 2021 - Stade de l'Université du Roi Saoud, Riyad | 16 octobre 2021 - Stade de l'Université du Roi Saoud, Riyad | 16 octobre 2021 - Stade de l'Université du Roi Saoud, Riyad |  |  | 19 octobre 2021 - Stade de l'Université du Roi Saoud, Riyad | 19 octobre 2021 - Stade de l'Université du Roi Saoud, Riyad | 19 octobre 2021 - Stade de l'Université du Roi Saoud, Riyad | 19 octobre 2021 - Stade de l'Université du Roi Saoud, Riyad |  |  | 23 novembre 2021 - Stade international du Roi-Fahd, Riyad | 23 novembre 2021 - Stade international du Roi-Fahd, Riyad | 23 novembre 2021 - Stade international du Roi-Fahd, Riyad | 23 novembre 2021 - Stade international du Roi-Fahd, Riyad |
|  | Sharjah FC                                                       | Sharjah FC                                    | 1 (4)                                                          | 1 (4)                                         |                        |                        | 16 octobre 2021 - Stade de l'Université du Roi Saoud, Riyad | 16 octobre 2021 - Stade de l'Université du Roi Saoud, Riyad | 16 octobre 2021 - Stade de l'Université du Roi Saoud, Riyad | 16 octobre 2021 - Stade de l'Université du Roi Saoud, Riyad |  |  | 19 octobre 2021 - Stade de l'Université du Roi Saoud, Riyad | 19 octobre 2021 - Stade de l'Université du Roi Saoud, Riyad | 19 octobre 2021 - Stade de l'Université du Roi Saoud, Riyad | 19 octobre 2021 - Stade de l'Université du Roi Saoud, Riyad |  |  | 23 novembre 2021 - Stade international du Roi-Fahd, Riyad | 23 novembre 2021 - Stade international du Roi-Fahd, Riyad | 23 novembre 2021 - Stade international du Roi-Fahd, Riyad | 23 novembre 2021 - Stade international du Roi-Fahd, Riyad |
|  | Al-Wahda Club                                                    | Al-Wahda Club                                 | 1 (5)                                                          | 1 (5)                                         |                        |                        | 16 octobre 2021 - Stade de l'Université du Roi Saoud, Riyad | 16 octobre 2021 - Stade de l'Université du Roi Saoud, Riyad | 16 octobre 2021 - Stade de l'Université du Roi Saoud, Riyad | 16 octobre 2021 - Stade de l'Université du Roi Saoud, Riyad |  |  | 19 octobre 2021 - Stade de l'Université du Roi Saoud, Riyad | 19 octobre 2021 - Stade de l'Université du Roi Saoud, Riyad | 19 octobre 2021 - Stade de l'Université du Roi Saoud, Riyad | 19 octobre 2021 - Stade de l'Université du Roi Saoud, Riyad |  |  | 23 novembre 2021 - Stade international du Roi-Fahd, Riyad | 23 novembre 2021 - Stade international du Roi-Fahd, Riyad | 23 novembre 2021 - Stade international du Roi-Fahd, Riyad | 23 novembre 2021 - Stade international du Roi-Fahd, Riyad |
|  | Al-Wahda Club                                                    | Al-Wahda Club                                 | 1 (5)                                                          | 1 (5)                                         | Al-Wahda Club          | Al-Wahda Club          | 1                                                           | 1                                                           |                                                             |                                                             |  |  | 19 octobre 2021 - Stade de l'Université du Roi Saoud, Riyad | 19 octobre 2021 - Stade de l'Université du Roi Saoud, Riyad | 19 octobre 2021 - Stade de l'Université du Roi Saoud, Riyad | 19 octobre 2021 - Stade de l'Université du Roi Saoud, Riyad |  |  | 23 novembre 2021 - Stade international du Roi-Fahd, Riyad | 23 novembre 2021 - Stade international du Roi-Fahd, Riyad | 23 novembre 2021 - Stade international du Roi-Fahd, Riyad | 23 novembre 2021 - Stade international du Roi-Fahd, Riyad |
|  | 14 septembre 2021 - Stade Jassim-bin-Hamad, Doha                 |                                               |                                                                |                                               | Al-Wahda Club          | Al-Wahda Club          | 1                                                           | 1                                                           |                                                             |                                                             |  |  | 19 octobre 2021 - Stade de l'Université du Roi Saoud, Riyad | 19 octobre 2021 - Stade de l'Université du Roi Saoud, Riyad | 19 octobre 2021 - Stade de l'Université du Roi Saoud, Riyad | 19 octobre 2021 - Stade de l'Université du Roi Saoud, Riyad |  |  | 23 novembre 2021 - Stade international du Roi-Fahd, Riyad | 23 novembre 2021 - Stade international du Roi-Fahd, Riyad | 23 novembre 2021 - Stade international du Roi-Fahd, Riyad | 23 novembre 2021 - Stade international du Roi-Fahd, Riyad |
|  |                                                                  |                                               | Al-Nassr Riyad                                                 | Al-Nassr Riyad                                | 5                      | 5                      |                                                             |                                                             |                                                             |                                                             |  |  | 19 octobre 2021 - Stade de l'Université du Roi Saoud, Riyad | 19 octobre 2021 - Stade de l'Université du Roi Saoud, Riyad | 19 octobre 2021 - Stade de l'Université du Roi Saoud, Riyad | 19 octobre 2021 - Stade de l'Université du Roi Saoud, Riyad |  |  | 23 novembre 2021 - Stade international du Roi-Fahd, Riyad | 23 novembre 2021 - Stade international du Roi-Fahd, Riyad | 23 novembre 2021 - Stade international du Roi-Fahd, Riyad | 23 novembre 2021 - Stade international du Roi-Fahd, Riyad |
|  | Al-Nassr Riyad                                                   | Al-Nassr Riyad                                | Al-Nassr Riyad                                                 | Al-Nassr Riyad                                | 5                      | 5                      | 1                                                           | 1                                                           |                                                             |                                                             |  |  | 19 octobre 2021 - Stade de l'Université du Roi Saoud, Riyad | 19 octobre 2021 - Stade de l'Université du Roi Saoud, Riyad | 19 octobre 2021 - Stade de l'Université du Roi Saoud, Riyad | 19 octobre 2021 - Stade de l'Université du Roi Saoud, Riyad |  |  | 23 novembre 2021 - Stade international du Roi-Fahd, Riyad | 23 novembre 2021 - Stade international du Roi-Fahd, Riyad | 23 novembre 2021 - Stade international du Roi-Fahd, Riyad | 23 novembre 2021 - Stade international du Roi-Fahd, Riyad |
|  | Al-Nassr Riyad                                                   | Al-Nassr Riyad                                | 16 octobre 2021 - Stade de l'Université du Roi Saoud, Riyad    |                                               |                        |                        | 1                                                           | 1                                                           |                                                             |                                                             |  |  | 19 octobre 2021 - Stade de l'Université du Roi Saoud, Riyad | 19 octobre 2021 - Stade de l'Université du Roi Saoud, Riyad | 19 octobre 2021 - Stade de l'Université du Roi Saoud, Riyad | 19 octobre 2021 - Stade de l'Université du Roi Saoud, Riyad |  |  | 23 novembre 2021 - Stade international du Roi-Fahd, Riyad | 23 novembre 2021 - Stade international du Roi-Fahd, Riyad | 23 novembre 2021 - Stade international du Roi-Fahd, Riyad | 23 novembre 2021 - Stade international du Roi-Fahd, Riyad |
|  | Tractor Club                                                     | Tractor Club                                  | 0                                                              | 0                                             |                        |                        |                                                             |                                                             |                                                             |                                                             |  |  | 19 octobre 2021 - Stade de l'Université du Roi Saoud, Riyad | 19 octobre 2021 - Stade de l'Université du Roi Saoud, Riyad | 19 octobre 2021 - Stade de l'Université du Roi Saoud, Riyad | 19 octobre 2021 - Stade de l'Université du Roi Saoud, Riyad |  |  | 23 novembre 2021 - Stade international du Roi-Fahd, Riyad | 23 novembre 2021 - Stade international du Roi-Fahd, Riyad | 23 novembre 2021 - Stade international du Roi-Fahd, Riyad | 23 novembre 2021 - Stade international du Roi-Fahd, Riyad |
|  | Tractor Club                                                     | Tractor Club                                  | 0                                                              | 0                                             | Al-Nassr Riyad         | Al-Nassr Riyad         | 1                                                           | 1                                                           |                                                             |                                                             |  |  |                                                             |                                                             |                                                             |                                                             |  |  | 23 novembre 2021 - Stade international du Roi-Fahd, Riyad | 23 novembre 2021 - Stade international du Roi-Fahd, Riyad | 23 novembre 2021 - Stade international du Roi-Fahd, Riyad | 23 novembre 2021 - Stade international du Roi-Fahd, Riyad |
|  | 14 septembre 2021 - Stade Pamir, Douchanbé                       |                                               |                                                                |                                               | Al-Nassr Riyad         | Al-Nassr Riyad         | 1                                                           | 1                                                           |                                                             |                                                             |  |  |                                                             |                                                             |                                                             |                                                             |  |  | 23 novembre 2021 - Stade international du Roi-Fahd, Riyad | 23 novembre 2021 - Stade international du Roi-Fahd, Riyad | 23 novembre 2021 - Stade international du Roi-Fahd, Riyad | 23 novembre 2021 - Stade international du Roi-Fahd, Riyad |
|  |                                                                  |                                               | Al-Hilal FC                                                    | Al-Hilal FC                                   | 2                      | 2                      |                                                             |                                                             |                                                             |                                                             |  |  |                                                             |                                                             |                                                             |                                                             |  |  | 23 novembre 2021 - Stade international du Roi-Fahd, Riyad | 23 novembre 2021 - Stade international du Roi-Fahd, Riyad | 23 novembre 2021 - Stade international du Roi-Fahd, Riyad | 23 novembre 2021 - Stade international du Roi-Fahd, Riyad |
|  | Istiqlol Douchanbé                                               | Istiqlol Douchanbé                            | Al-Hilal FC                                                    | Al-Hilal FC                                   | 2                      | 2                      | 0                                                           | 0                                                           |                                                             |                                                             |  |  |                                                             |                                                             |                                                             |                                                             |  |  | 23 novembre 2021 - Stade international du Roi-Fahd, Riyad | 23 novembre 2021 - Stade international du Roi-Fahd, Riyad | 23 novembre 2021 - Stade international du Roi-Fahd, Riyad | 23 novembre 2021 - Stade international du Roi-Fahd, Riyad |
|  | Istiqlol Douchanbé                                               | Istiqlol Douchanbé                            | 20 octobre 2021 - Stade de la Coupe du monde de Jeonju, Jeonju |                                               |                        |                        | 0                                                           | 0                                                           |                                                             |                                                             |  |  |                                                             |                                                             |                                                             |                                                             |  |  | 23 novembre 2021 - Stade international du Roi-Fahd, Riyad | 23 novembre 2021 - Stade international du Roi-Fahd, Riyad | 23 novembre 2021 - Stade international du Roi-Fahd, Riyad | 23 novembre 2021 - Stade international du Roi-Fahd, Riyad |
|  | Persépolis FC                                                    | Persépolis FC                                 | 1                                                              | 1                                             |                        |                        |                                                             |                                                             |                                                             |                                                             |  |  |                                                             |                                                             |                                                             |                                                             |  |  | 23 novembre 2021 - Stade international du Roi-Fahd, Riyad | 23 novembre 2021 - Stade international du Roi-Fahd, Riyad | 23 novembre 2021 - Stade international du Roi-Fahd, Riyad | 23 novembre 2021 - Stade international du Roi-Fahd, Riyad |
|  | Persépolis FC                                                    | Persépolis FC                                 | 1                                                              | 1                                             | Persépolis FC          | Persépolis FC          | 0                                                           | 0                                                           |                                                             |                                                             |  |  |                                                             |                                                             |                                                             |                                                             |  |  | 23 novembre 2021 - Stade international du Roi-Fahd, Riyad | 23 novembre 2021 - Stade international du Roi-Fahd, Riyad | 23 novembre 2021 - Stade international du Roi-Fahd, Riyad | 23 novembre 2021 - Stade international du Roi-Fahd, Riyad |
|  | 13 septembre 2021 - Zabeel Stadium, Dubaï                        |                                               |                                                                |                                               | Persépolis FC          | Persépolis FC          | 0                                                           | 0                                                           |                                                             |                                                             |  |  |                                                             |                                                             |                                                             |                                                             |  |  | 23 novembre 2021 - Stade international du Roi-Fahd, Riyad | 23 novembre 2021 - Stade international du Roi-Fahd, Riyad | 23 novembre 2021 - Stade international du Roi-Fahd, Riyad | 23 novembre 2021 - Stade international du Roi-Fahd, Riyad |
|  |                                                                  |                                               | Al-Hilal FC                                                    | Al-Hilal FC                                   | 3                      | 3                      |                                                             |                                                             |                                                             |                                                             |  |  |                                                             |                                                             |                                                             |                                                             |  |  | 23 novembre 2021 - Stade international du Roi-Fahd, Riyad | 23 novembre 2021 - Stade international du Roi-Fahd, Riyad | 23 novembre 2021 - Stade international du Roi-Fahd, Riyad | 23 novembre 2021 - Stade international du Roi-Fahd, Riyad |
|  | Esteghlal Téhéran                                                | Esteghlal Téhéran                             | Al-Hilal FC                                                    | Al-Hilal FC                                   | 3                      | 3                      | 0                                                           | 0                                                           |                                                             |                                                             |  |  |                                                             |                                                             |                                                             |                                                             |  |  | 23 novembre 2021 - Stade international du Roi-Fahd, Riyad | 23 novembre 2021 - Stade international du Roi-Fahd, Riyad | 23 novembre 2021 - Stade international du Roi-Fahd, Riyad | 23 novembre 2021 - Stade international du Roi-Fahd, Riyad |
|  | Esteghlal Téhéran                                                | Esteghlal Téhéran                             | 17 octobre 2021 - Stade de la Coupe du monde de Jeonju, Jeonju |                                               |                        |                        | 0                                                           | 0                                                           |                                                             |                                                             |  |  |                                                             |                                                             |                                                             |                                                             |  |  | 23 novembre 2021 - Stade international du Roi-Fahd, Riyad | 23 novembre 2021 - Stade international du Roi-Fahd, Riyad | 23 novembre 2021 - Stade international du Roi-Fahd, Riyad | 23 novembre 2021 - Stade international du Roi-Fahd, Riyad |
|  | Al-Hilal FC                                                      | Al-Hilal FC                                   | 2                                                              | 2                                             |                        |                        |                                                             |                                                             |                                                             |                                                             |  |  |                                                             |                                                             |                                                             |                                                             |  |  | 23 novembre 2021 - Stade international du Roi-Fahd, Riyad | 23 novembre 2021 - Stade international du Roi-Fahd, Riyad | 23 novembre 2021 - Stade international du Roi-Fahd, Riyad | 23 novembre 2021 - Stade international du Roi-Fahd, Riyad |
|  | Al-Hilal FC                                                      | Al-Hilal FC                                   | 2                                                              | 2                                             | Al-Hilal FC            | Al-Hilal FC            | 2                                                           | 2                                                           |                                                             |                                                             |  |  |                                                             |                                                             |                                                             |                                                             |  |  |                                                           |                                                           |                                                           |                                                           |
|  | 15 septembre 2021 - Stade de la Coupe du monde de Jeonju, Jeonju |                                               |                                                                |                                               | Al-Hilal FC            | Al-Hilal FC            | 2                                                           | 2                                                           |                                                             |                                                             |  |  |                                                             |                                                             |                                                             |                                                             |  |  |                                                           |                                                           |                                                           |                                                           |
|  |                                                                  |                                               | Pohang Steelers                                                | Pohang Steelers                               | 0                      | 0                      |                                                             |                                                             |                                                             |                                                             |  |  |                                                             |                                                             |                                                             |                                                             |  |  |                                                           |                                                           |                                                           |                                                           |
|  | Jeonbuk Hyundai Motors                                           | Jeonbuk Hyundai Motors                        | Pohang Steelers                                                | Pohang Steelers                               | 0                      | 0                      | 1 (4)                                                       | 1 (4)                                                       |                                                             |                                                             |  |  |                                                             |                                                             |                                                             |                                                             |  |  |                                                           |                                                           |                                                           |                                                           |
|  | Jeonbuk Hyundai Motors                                           | Jeonbuk Hyundai Motors                        |                                                                |                                               |                        |                        |                                                             | 1 (4)                                                       |                                                             |                                                             |  |  |                                                             |                                                             |                                                             |                                                             |  |  |                                                           |                                                           |                                                           |                                                           |
|  | BG Pathum United                                                 | BG Pathum United                              | 1 (2)                                                          | 1 (2)                                         |                        |                        |                                                             |                                                             |                                                             |                                                             |  |  |                                                             |                                                             |                                                             |                                                             |  |  |                                                           |                                                           |                                                           |                                                           |
|  | BG Pathum United                                                 | BG Pathum United                              | 1 (2)                                                          | 1 (2)                                         | Jeonbuk Hyundai Motors | Jeonbuk Hyundai Motors | 2                                                           | 2                                                           |                                                             |                                                             |  |  |                                                             |                                                             |                                                             |                                                             |  |  |                                                           |                                                           |                                                           |                                                           |
|  | 14 septembre 2021 - Stade d'Ulsan Munsu, Ulsan                   |                                               |                                                                |                                               | Jeonbuk Hyundai Motors | Jeonbuk Hyundai Motors | 2                                                           | 2                                                           |                                                             |                                                             |  |  |                                                             |                                                             |                                                             |                                                             |  |  |                                                           |                                                           |                                                           |                                                           |
|  |                                                                  |                                               | Ulsan Hyundai                                                  | Ulsan Hyundai                                 | 3                      | 3                      |                                                             |                                                             |                                                             |                                                             |  |  |                                                             |                                                             |                                                             |                                                             |  |  |                                                           |                                                           |                                                           |                                                           |
|  | Ulsan Hyundai                                                    | Ulsan Hyundai                                 | Ulsan Hyundai                                                  | Ulsan Hyundai                                 | 3                      | 3                      | 0 (3)                                                       | 0 (3)                                                       |                                                             |                                                             |  |  |                                                             |                                                             |                                                             |                                                             |  |  |                                                           |                                                           |                                                           |                                                           |
|  | Ulsan Hyundai                                                    | Ulsan Hyundai                                 | 17 octobre 2021 - Stade de la Coupe du monde de Jeonju, Jeonju |                                               |                        |                        | 0 (3)                                                       | 0 (3)                                                       |                                                             |                                                             |  |  |                                                             |                                                             |                                                             |                                                             |  |  |                                                           |                                                           |                                                           |                                                           |
|  | Kawasaki Frontale                                                | Kawasaki Frontale                             | 0 (2)                                                          | 0 (2)                                         |                        |                        |                                                             |                                                             |                                                             |                                                             |  |  |                                                             |                                                             |                                                             |                                                             |  |  |                                                           |                                                           |                                                           |                                                           |
|  | Kawasaki Frontale                                                | Kawasaki Frontale                             | 0 (2)                                                          | 0 (2)                                         | Ulsan Hyundai          | Ulsan Hyundai          | 1 (4)                                                       | 1 (4)                                                       |                                                             |                                                             |  |  |                                                             |                                                             |                                                             |                                                             |  |  |                                                           |                                                           |                                                           |                                                           |
|  | 15 septembre 2021 - Nagai Ball Gall Field, Osaka                 |                                               |                                                                |                                               | Ulsan Hyundai          | Ulsan Hyundai          | 1 (4)                                                       | 1 (4)                                                       |                                                             |                                                             |  |  |                                                             |                                                             |                                                             |                                                             |  |  |                                                           |                                                           |                                                           |                                                           |
|  |                                                                  |                                               | Pohang Steelers                                                | Pohang Steelers                               | 1 (5)                  | 1 (5)                  |                                                             |                                                             |                                                             |                                                             |  |  |                                                             |                                                             |                                                             |                                                             |  |  |                                                           |                                                           |                                                           |                                                           |
|  | Cerezo Osaka                                                     | Cerezo Osaka                                  | Pohang Steelers                                                | Pohang Steelers                               | 1 (5)                  | 1 (5)                  | 0                                                           | 0                                                           |                                                             |                                                             |  |  |                                                             |                                                             |                                                             |                                                             |  |  |                                                           |                                                           |                                                           |                                                           |
|  | Cerezo Osaka                                                     | Cerezo Osaka                                  |                                                                |                                               |                        |                        |                                                             | 0                                                           |                                                             |                                                             |  |  |                                                             |                                                             |                                                             |                                                             |  |  |                                                           |                                                           |                                                           |                                                           |
|  | Pohang Steelers                                                  | Pohang Steelers                               | 1                                                              | 1                                             |                        |                        |                                                             |                                                             |                                                             |                                                             |  |  |                                                             |                                                             |                                                             |                                                             |  |  |                                                           |                                                           |                                                           |                                                           |
|  | Pohang Steelers                                                  | Pohang Steelers                               | 1                                                              | 1                                             | Pohang Steelers        | Pohang Steelers        | 3                                                           | 3                                                           |                                                             |                                                             |  |  |                                                             |                                                             |                                                             |                                                             |  |  |                                                           |                                                           |                                                           |                                                           |
|  | 14 septembre 2021 - Stade Toyota, Toyota                         |                                               |                                                                |                                               | Pohang Steelers        | Pohang Steelers        | 3                                                           | 3                                                           |                                                             |                                                             |  |  |                                                             |                                                             |                                                             |                                                             |  |  |                                                           |                                                           |                                                           |                                                           |
|  |                                                                  |                                               | Nagoya Grampus                                                 | Nagoya Grampus                                | 0                      | 0                      |                                                             |                                                             |                                                             |                                                             |  |  |                                                             |                                                             |                                                             |                                                             |  |  |                                                           |                                                           |                                                           |                                                           |
|  | Nagoya Grampus                                                   | Nagoya Grampus                                | Nagoya Grampus                                                 | Nagoya Grampus                                | 0                      | 0                      | 4                                                           | 4                                                           |                                                             |                                                             |  |  |                                                             |                                                             |                                                             |                                                             |  |  |                                                           |                                                           |                                                           |                                                           |
|  | Nagoya Grampus                                                   | Nagoya Grampus                                |                                                                |                                               |                        |                        |                                                             | 4                                                           |                                                             |                                                             |  |  |                                                             |                                                             |                                                             |                                                             |  |  |                                                           |                                                           |                                                           |                                                           |
|  | Daegu FC                                                         | Daegu FC                                      | 2                                                              | 2                                             |                        |                        |                                                             |                                                             |                                                             |                                                             |  |  |                                                             |                                                             |                                                             |                                                             |  |  |                                                           |                                                           |                                                           |                                                           |
|  | Daegu FC                                                         | Daegu FC                                      | 2                                                              | 2                                             |                        |                        |                                                             |                                                             |                                                             |                                                             |  |  |                                                             |                                                             |                                                             |                                                             |  |  |                                                           |                                                           |                                                           |                                                           |
|  |                                                                  |                                               |                                                                |                                               |                        |                        |                                                             |                                                             |                                                             |                                                             |  |  |                                                             |                                                             |                                                             |                                                             |  |  |                                                           |                                                           |                                                           |                                                           |

### Huitièmes de finale
Les matchs se jouent les 13-14 septembre en Asie occidentale et les 14-15 septembre en Asie orientale.
| Club                   | Score                | Club              |
| Asie de l'Ouest        | Asie de l'Ouest      | Asie de l'Ouest   |
| ---------------------- | -------------------- | ----------------- |
| Istiqlol Douchanbé     | 0 - 1                | Persépolis FC     |
| Sharjah FC             | 1 - 1 ap (4 - 5) tab | Al-Wahda Club     |
| Esteghlal Téhéran      | 0 - 2                | Al-Hilal FC       |
| Al-Nassr Riyad         | 1 - 0                | Tractor Club      |
| Asie de l'Est          |                      |                   |
| Ulsan Hyundai          | 0 - 0 ap (3 - 2) tab | Kawasaki Frontale |
| Nagoya Grampus         | 4 - 2                | Daegu FC          |
| Jeonbuk Hyundai Motors | 1 - 1 ap (4 - 2) tab | BG Pathum United  |
| Cerezo Osaka           | 0 - 1                | Pohang Steelers   |

#### Région de l'Ouest
| 13 septembre 2021 | Esteghlal Téhéran | 0 - 2   | Al-Hilal FC                | Al Wasl Stadium, Dubaï                          |                                                 |
| 19h00 UTC+04:00   |                   | (0 - 1) | 39e Gomis · 56e al-Dossari | Spectateurs : 0 (huis clos) Arbitrage : Fu Ming | Spectateurs : 0 (huis clos) Arbitrage : Fu Ming |
| 19h00 UTC+04:00   | Moradmand 79e     | Rapport | 42e Al-Dawsari             | Spectateurs : 0 (huis clos) Arbitrage : Fu Ming | Spectateurs : 0 (huis clos) Arbitrage : Fu Ming |

| 14 septembre 2021 | Al-Nassr Riyad        | 1 - 0   | Tractor Club                | Stade Jassim-bin-Hamad, Doha                         |                                                      |
| 19h00 UTC+03:00   | Aboubakar 11e         | (1 - 0) |                             | Spectateurs : 0 (huis clos) Arbitrage : Kim Dae-yong | Spectateurs : 0 (huis clos) Arbitrage : Kim Dae-yong |
| 19h00 UTC+03:00   | Asiri 5e · Qassem 76e | Rapport | 31e Razzaghpour · 67e Imani | Spectateurs : 0 (huis clos) Arbitrage : Kim Dae-yong | Spectateurs : 0 (huis clos) Arbitrage : Kim Dae-yong |

| 14 septembre 2021 | Istiqlol Douchanbé | 0 - 1   | Persépolis FC           | Central Republican Stadium, Douchanbé                   |                                                         |
| 20h00 UTC+05:00   |                    | (0 - 0) | 90e Torabi              | Spectateurs : 0 (huis clos) Arbitrage : Hiroyuki Kimura | Spectateurs : 0 (huis clos) Arbitrage : Hiroyuki Kimura |
| 20h00 UTC+05:00   | Safarov 80e        | Rapport | 19e Faraji · 79e Sarlak | Spectateurs : 0 (huis clos) Arbitrage : Hiroyuki Kimura | Spectateurs : 0 (huis clos) Arbitrage : Hiroyuki Kimura |

| 14 septembre 2021 | Sharjah FC                                                  | 1 - 1                 | Al-Wahda Club                                            | Stade de Sharjah, Charjah                               |                                                         |
| 21h00 UTC+04:00   | Bernard 58e                                                 | (0 - 0, 1 - 1, 1 - 1) | 56e Kharbin                                              | Spectateurs : 0 (huis clos) Arbitrage : Nawaf Shukralla | Spectateurs : 0 (huis clos) Arbitrage : Nawaf Shukralla |
| 21h00 UTC+04:00   | Ibrahim 26e · Malango 54e · Abdulrahman 101e · Bernard 113e | Rapport               | 35e Al-Menhali · 74e, 120+3e al-Harbi · 81e Al Mehrezi · | Spectateurs : 0 (huis clos) Arbitrage : Nawaf Shukralla | Spectateurs : 0 (huis clos) Arbitrage : Nawaf Shukralla |
| 21h00 UTC+04:00   | Caio · Bernard · Abdulbasit · Shukurov · Malango · Khamis   | Tirs au but 4 - 5     | Jurado · Jumaa · Pedro · Rashed · Al-Menhali · Al-Zaabi  | Spectateurs : 0 (huis clos) Arbitrage : Nawaf Shukralla | Spectateurs : 0 (huis clos) Arbitrage : Nawaf Shukralla |

#### Région de l'Est
| 14 septembre 2021 | Nagoya Grampus                       | 4 - 2   | Daegu FC               | Stade Toyota, Toyota                            |                                                 |
| 18h00 UTC+09:00   | Świerczok 12e 63e 65e · Nakatani 79e | (1 - 2) | 4e Cesinha · 28e Edgar | Spectateurs : 5 442 Arbitrage : Adham Makhadmeh | Spectateurs : 5 442 Arbitrage : Adham Makhadmeh |
| 18h00 UTC+09:00   |                                      | Rapport | 38e Hwang · 87e An     | Spectateurs : 5 442 Arbitrage : Adham Makhadmeh | Spectateurs : 5 442 Arbitrage : Adham Makhadmeh |

| 14 septembre 2021 | Ulsan Hyundai                                    | 0 - 0                 | Kawasaki Frontale                           | Stade d’Ulsan Munsu, Ulsan                                              |                                                                         |
| 20h00 UTC+09:00   |                                                  | (0 - 0, 0 - 0, 0 - 0) |                                             | Spectateurs : 0 (huis clos) Arbitrage : Mohammed Abdulla Hassan Mohamed | Spectateurs : 0 (huis clos) Arbitrage : Mohammed Abdulla Hassan Mohamed |
| 20h00 UTC+09:00   | Oh 13e · Hong 51e · Won 87e                      | Rapport               | 117e Schmidt ·                              | Spectateurs : 0 (huis clos) Arbitrage : Mohammed Abdulla Hassan Mohamed | Spectateurs : 0 (huis clos) Arbitrage : Mohammed Abdulla Hassan Mohamed |
| 20h00 UTC+09:00   | Lee Chung-yong · Won · Lee Dong-jun · Yun · Yoon | Tirs au but 3 - 2     | Chinen · Hasegawa · Tono · Schmidt · Ienaga | Spectateurs : 0 (huis clos) Arbitrage : Mohammed Abdulla Hassan Mohamed | Spectateurs : 0 (huis clos) Arbitrage : Mohammed Abdulla Hassan Mohamed |

| 15 septembre 2021 | Jeonbuk Hyundai Motors                           | 1 - 1                 | BG Pathum United                                     | Stade de la Coupe du monde de Jeonju, Jeonju              |                                                           |
| 17h30 UTC+09:00   | Gustavo 45+2e                                    | (1 - 0, 1 - 1, 1 - 1) | 76e Dangda                                           | Spectateurs : 0 (huis clos) Arbitrage : Mooud Bonyadifard | Spectateurs : 0 (huis clos) Arbitrage : Mooud Bonyadifard |
| 17h30 UTC+09:00   | Paik 89e                                         | Rapport               | 41e Yooyen · 96e Xaysensourinthone · 117e Sareepim · | Spectateurs : 0 (huis clos) Arbitrage : Mooud Bonyadifard | Spectateurs : 0 (huis clos) Arbitrage : Mooud Bonyadifard |
| 17h30 UTC+09:00   | Gustavo · Kim Bo-kyung · Iljutcenko · Kim Jin-su | Tirs au but 4 - 2     | Praisuwan · Thongkiri · Yooyen · Xaysensourinthone   | Spectateurs : 0 (huis clos) Arbitrage : Mooud Bonyadifard | Spectateurs : 0 (huis clos) Arbitrage : Mooud Bonyadifard |

| 15 septembre 2021 | Cerezo Osaka | 0 - 1   | Pohang Steelers               | Stade de football de Nagai, Osaka |                                   |
| 18h00 UTC+09:00   |              | (0 - 1) | 25e Lee                       | Arbitrage : Abdulrahman Al-Jassim | Arbitrage : Abdulrahman Al-Jassim |
| 18h00 UTC+09:00   |              | Rapport | 73e Ko · 90e Shin · 90+3e Sin | Arbitrage : Abdulrahman Al-Jassim | Arbitrage : Abdulrahman Al-Jassim |

### Quarts de finale
Le tirage au sort des quarts de finale s'est déroulé le . Les matchs se jouent le 16 octobre en Asie occidentale et le 17 octobre en Asie orientale.
| Club                   | Score           | Club            |
| Asie de l'Ouest        | Asie de l'Ouest | Asie de l'Ouest |
| ---------------------- | --------------- | --------------- |
| Al-Wahda Club          | 1 - 5           | Al-Nassr Riyad  |
| Persépolis FC          | 0 - 3           | Al-Hilal FC     |
| Asie de l'Est          |                 |                 |
| Jeonbuk Hyundai Motors | 2 - 3 ap        | Ulsan Hyundai   |
| Pohang Steelers        | 3 - 0           | Nagoya Grampus  |

#### Région de l'Ouest
| 16 octobre 2021 | Al-Wahda Club | 1 - 5   | Al-Nassr Riyad                                               | Stade de l'Université du Roi Saoud, Riyad |                                          |
| 18h00 UTC+3     | Matar 90+3e   | (0 - 1) | 7e Hamdallah · 52e 65e Masharipov · 56e Asiri · 75e Al-Najei | Spectateurs : 20 477 Arbitrage : Ma Ning  | Spectateurs : 20 477 Arbitrage : Ma Ning |
| 18h00 UTC+3     | Pedro 45+3e   | Rapport | 32e Qassem · 44e Talisca · 86e Al-Najei · 90+1e Al-Khaibari  | Spectateurs : 20 477 Arbitrage : Ma Ning  | Spectateurs : 20 477 Arbitrage : Ma Ning |

| 16 octobre 2021 | Persépolis FC                                     | 0 - 3   | Al-Hilal FC                    | Stade de l'Université du Roi Saoud, Riyad   |                                             |
| 21h00 UTC+3     |                                                   | (0 - 1) | 27e Al-Dawsari · 50e 70e Gomis | Spectateurs : 14 877 Arbitrage : Ryuji Sato | Spectateurs : 14 877 Arbitrage : Ryuji Sato |
| 21h00 UTC+3     | Asadi 35e · Aghaei 47e · Faraji 57e · Sharifi 80e | Rapport | 61e Marega · 72e Al-Bulaihi    | Spectateurs : 14 877 Arbitrage : Ryuji Sato | Spectateurs : 14 877 Arbitrage : Ryuji Sato |

#### Région de l'Est
| 17 octobre 2021 | Pohang Steelers         | 3 - 0   | Nagoya Grampus | Stade de la Coupe du monde de Jeonju, Jeonju  |                                               |
| 14h00 UTC+09:00 | Lim 53e 90+5e · Lee 70e | (0 - 0) |                | Spectateurs : 989 Arbitrage : Alireza Faghani | Spectateurs : 989 Arbitrage : Alireza Faghani |
| 14h00 UTC+09:00 | Sin 35e · Go 46e        | Rapport |                | Spectateurs : 989 Arbitrage : Alireza Faghani | Spectateurs : 989 Arbitrage : Alireza Faghani |

| 17 octobre 2021 | Jeonbuk Hyundai Motors  | 2 - 3 a. p.           | Ulsan Hyundai                          | Stade de la Coupe du monde de Jeonju, Jeonju                    |                                                                 |
| 19h00 UTC+09:00 | Han 39e · Kunimoto 48e  | (1 - 1, 2 - 2, 2 - 3) | 13e Qazaishvili · 45+1e Yun · 101e Lee | Spectateurs : 6 869 Arbitrage : Mohammed Abdulla Hassan Mohamed | Spectateurs : 6 869 Arbitrage : Mohammed Abdulla Hassan Mohamed |
| 19h00 UTC+09:00 | Paik 54e · Kunimoto 54e | Rapport               | 59e Bulthuis · 64e Park · 120+3e Shin  | Spectateurs : 6 869 Arbitrage : Mohammed Abdulla Hassan Mohamed | Spectateurs : 6 869 Arbitrage : Mohammed Abdulla Hassan Mohamed |

### Demi-finales
Les matchs se jouent le 19 octobre en Asie occidentale et le 20 octobre en Asie orientale.
| Club            | Score                | Club            |
| Asie de l'Ouest | Asie de l'Ouest      | Asie de l'Ouest |
| --------------- | -------------------- | --------------- |
| Al-Nassr Riyad  | 1 - 2                | Al-Hilal FC     |
| Asie de l'Est   |                      |                 |
| Ulsan Hyundai   | 1 - 1 ap (4 - 5) tab | Pohang Steelers |

#### Région de l'Ouest
| 19 octobre 2021 | Al-Nassr Riyad                             | 1 - 2   | Al-Hilal FC                 | Stade de l'Université du Roi Saoud, Riyad    |                                              |
| 18h00 UTC+3     | Talisca 50e                                | (0 - 1) | 17e Marega · 71e al-Dossari | Spectateurs : 23 985 Arbitrage : Chris Beath | Spectateurs : 23 985 Arbitrage : Chris Beath |
| 18h00 UTC+3     | Lajami 45+2e · Al-Ghanam 75e · Al-Amri 85e | Rapport | 21e Jang · 63e Al-Bulaihi   | Spectateurs : 23 985 Arbitrage : Chris Beath | Spectateurs : 23 985 Arbitrage : Chris Beath |

#### Région de l'Est
| 20 octobre 2021 | Ulsan Hyundai                                      | 1 - 1                 | Pohang Steelers                                 | Stade de la Coupe du monde de Jeonju, Jeonju          |                                                       |
| 19h00 UTC+09:00 | Yun 52e                                            | (0 - 0, 1 - 1, 1 - 1) | 89e Grant                                       | Spectateurs : 1 370 Arbitrage : Abdulrahman Al-Jassim | Spectateurs : 1 370 Arbitrage : Abdulrahman Al-Jassim |
| 19h00 UTC+09:00 | Won 68e · Seol 114e                                | Rapport               | 45e Lee · 54e Gwon · 73e Palacios · 114e Park · | Spectateurs : 1 370 Arbitrage : Abdulrahman Al-Jassim | Spectateurs : 1 370 Arbitrage : Abdulrahman Al-Jassim |
| 19h00 UTC+09:00 | Bulthuis · Lee · Kim Ji-hyeon · Kim Kee-hee · Park | Tirs au but 4 - 5     | Lim · Gwon · Kim · Jeon · Kang                  | Spectateurs : 1 370 Arbitrage : Abdulrahman Al-Jassim | Spectateurs : 1 370 Arbitrage : Abdulrahman Al-Jassim |

### Finale
La finale se jouent le 23 novembre 2021.
| 23 novembre 2021 | Al-Hilal FC                          | 2 - 0   | Pohang Steelers                           | Stade international du Roi-Fahd, Riyad                           |                                                                  |
| 19h00 UTC+3      | Al-Dawsari 1re · Marega 63e          | (1 - 0) |                                           | Spectateurs : 50 171 Arbitrage : Mohammed Abdulla Hassan Mohamed | Spectateurs : 50 171 Arbitrage : Mohammed Abdulla Hassan Mohamed |
| 19h00 UTC+3      | Marega 26e · Kanno 83e · Pereira 84e | Rapport | 20e Grant · 42e Gwon · 53e Jeon · 67e Lim | Spectateurs : 50 171 Arbitrage : Mohammed Abdulla Hassan Mohamed | Spectateurs : 50 171 Arbitrage : Mohammed Abdulla Hassan Mohamed |